# Szczecin
« Stettin » redirige ici. Pour les autres significations, voir Stettin (homonymie).
Pour les articles homonymes, voir Szczecin (homonymie).
Szczecin (/ˈʂt͡ʃɛt͡ɕin/  ; en allemand : Stettin /ʃtɛˈtiːn/ , anciennement Stetin ou Stettin en français) est par le nombre d'habitants la septième ville de Pologne, le chef-lieu de la voïvodie de Poméranie-Occidentale ainsi que la troisième ville portuaire de ce pays.
La ville se situe dans l'extrême Nord-Ouest de la Pologne sur les deux rives de l'Oder, tout près de son entrée dans la lagune de Szczecin à Trzebież près de Police. L'archipel qui se trouve entre deux bras de l'Oder est une zone industrielle et portuaire.
Stettin était la capitale du duché de Poméranie. Dès le premier quart du XVIIIe siècle, la ville était connue en France sous le nom allemand Stettin, et faisait alors partie de la Poméranie prussienne.

## Histoire

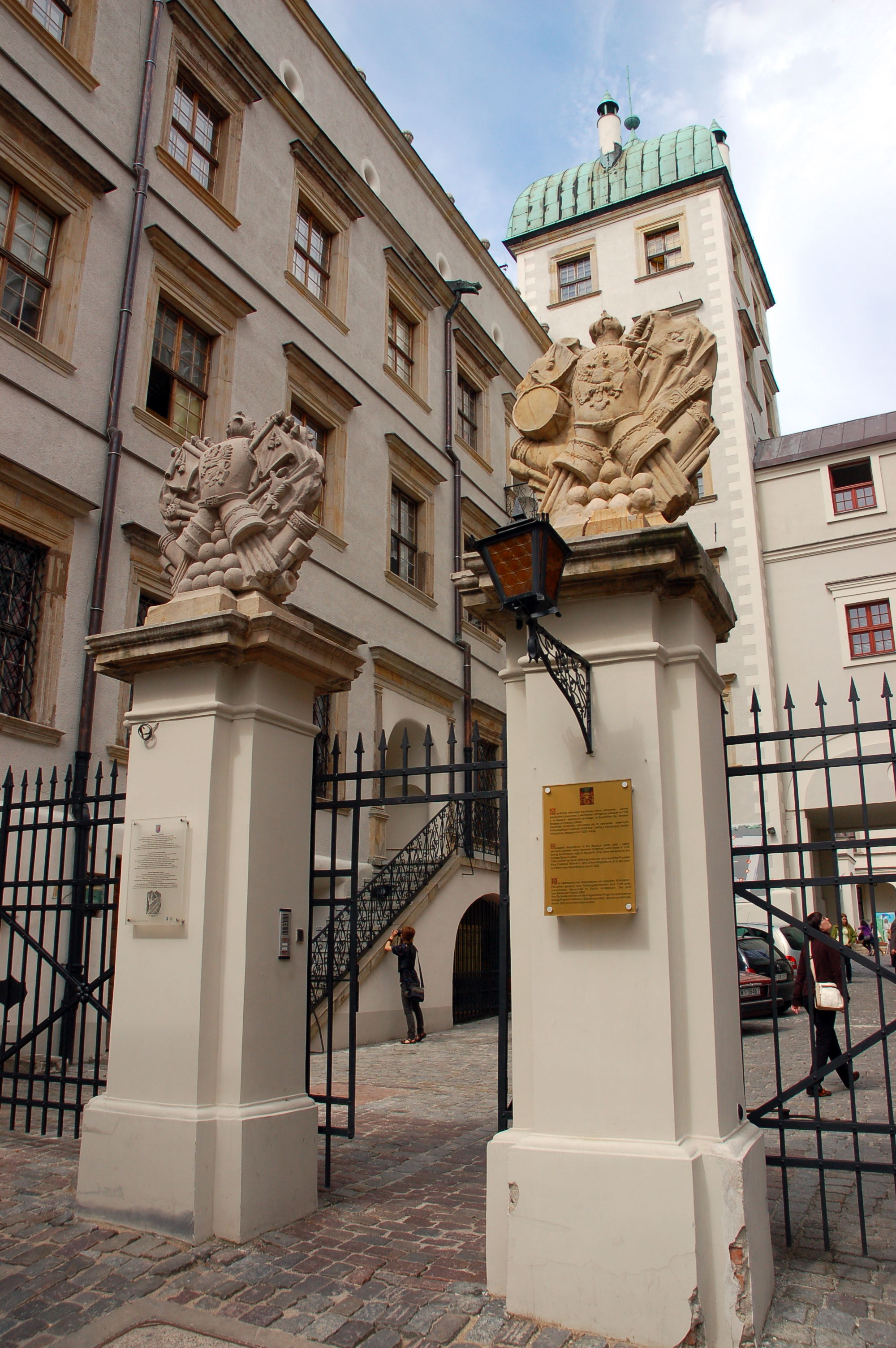
Le château de Stettin, siège des ducs de la dynastie des Griffon.

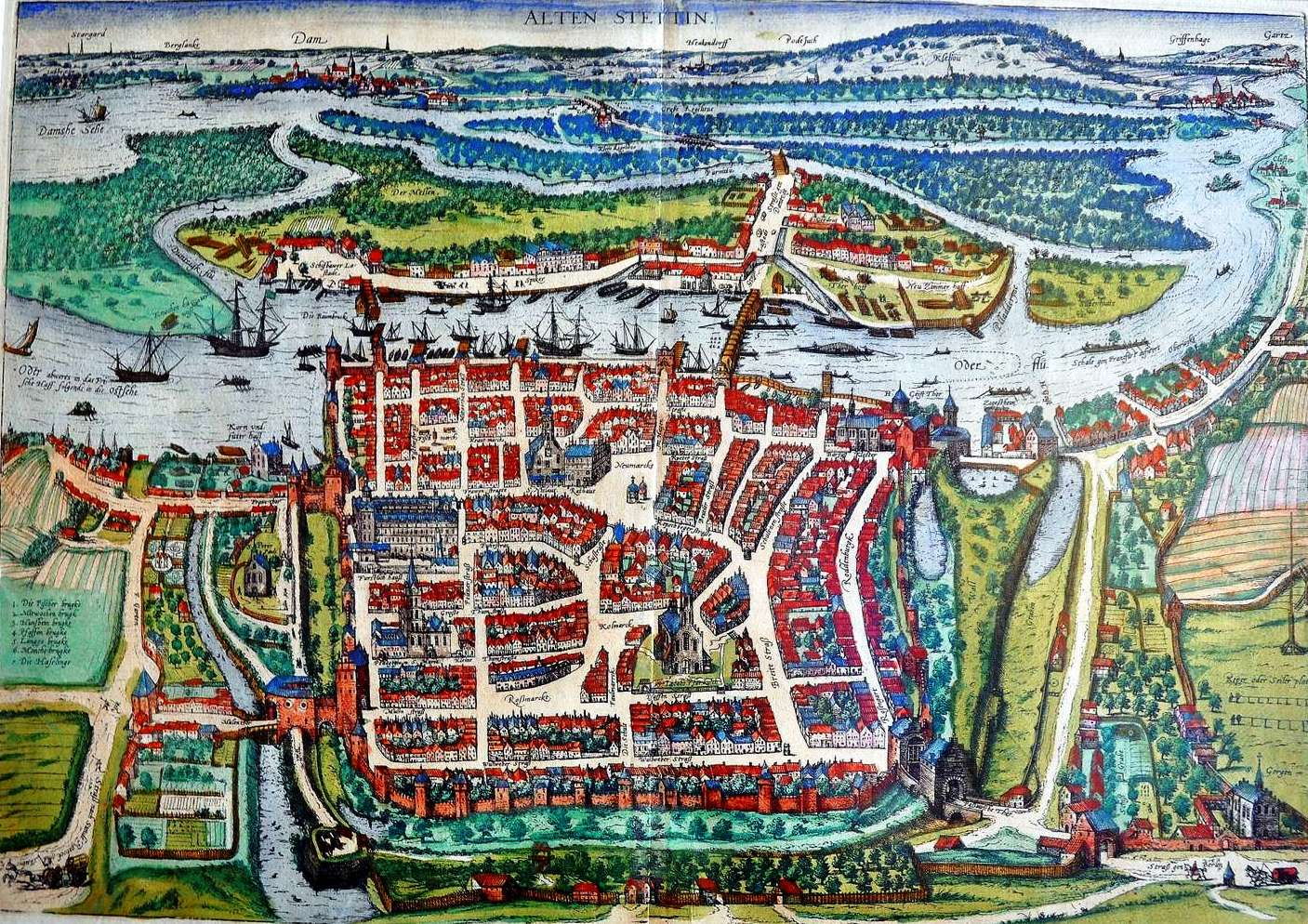
Stettin en 1581, par Georg Braun et Frans Hogenberg, copie de 1630

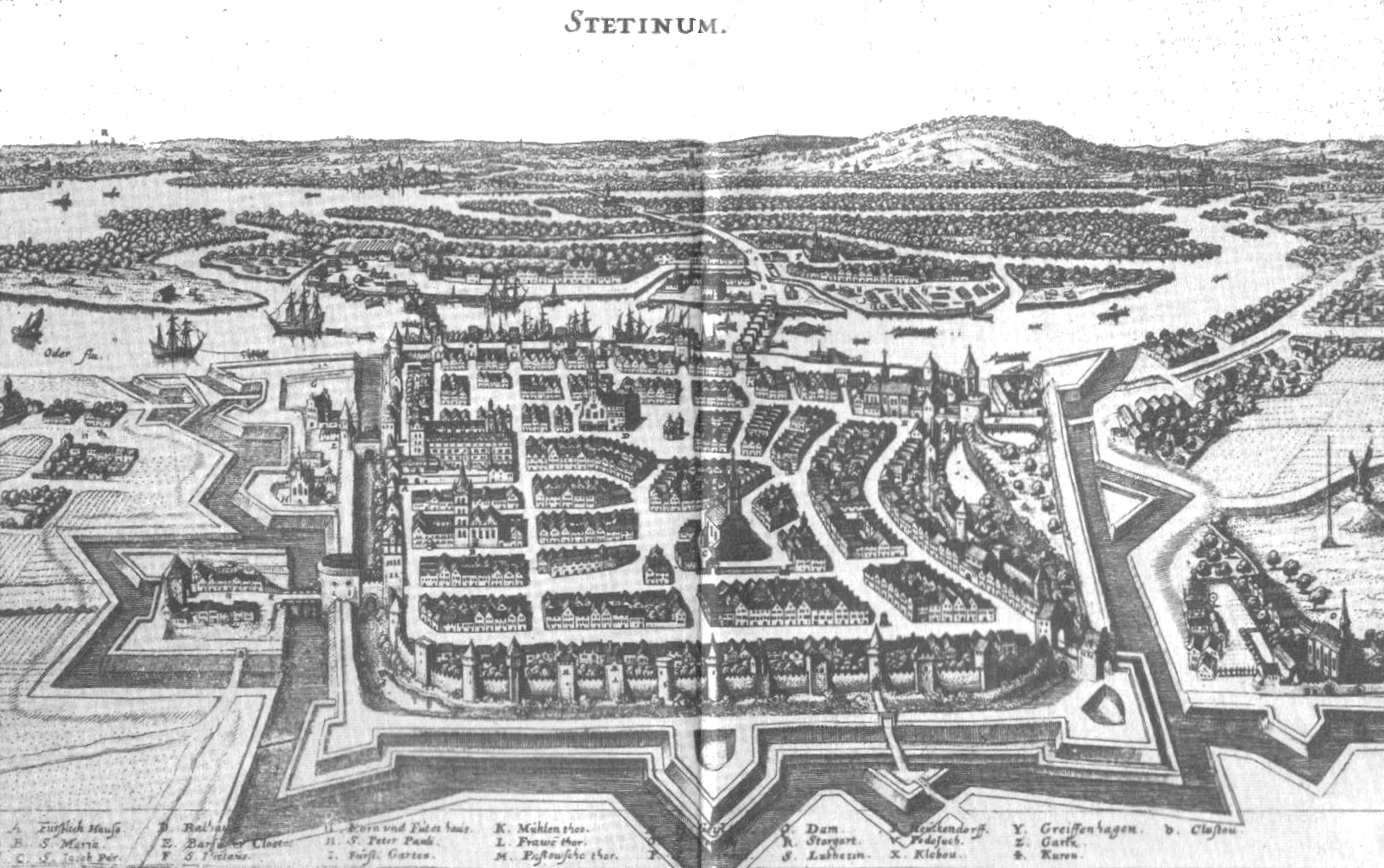
Stettin en 1642.

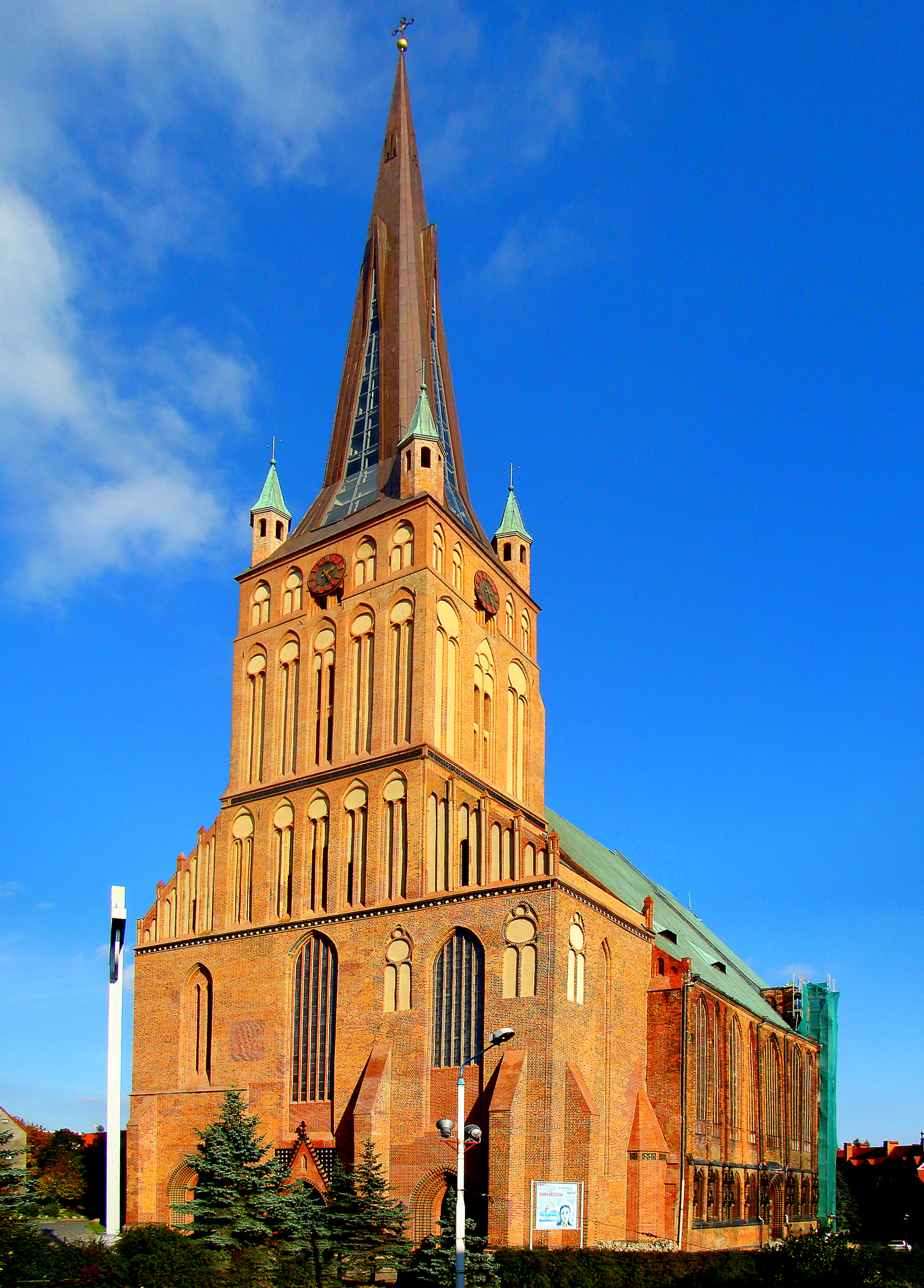
L'église Saint-Jacques, basilique catholique de 1945.

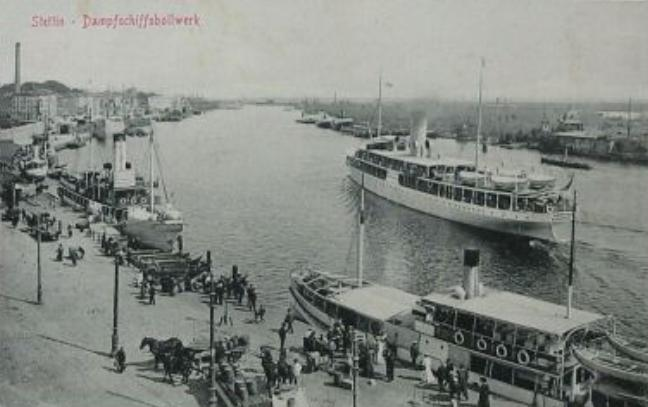
Bateaux dans le port de Stettin, alors en Allemagne, vers 1900.

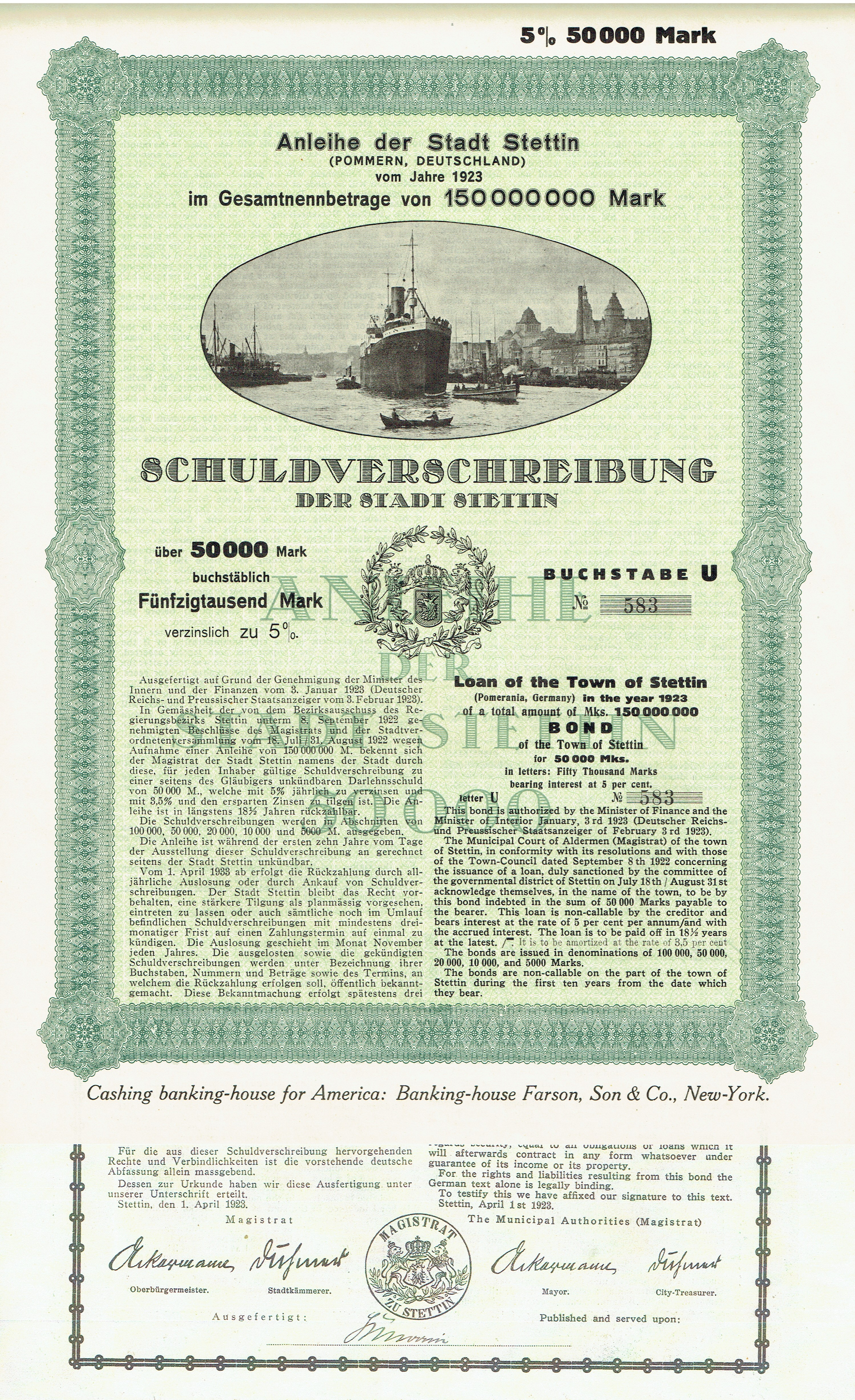
Obligation de la ville de Stettin en date du 1er avril 1923.

Szczecin a une histoire parmi les plus colorées d'Europe. En effet, par le passé, cette ville a appartenu à de nombreux États et territoires, dont la Pologne, la Prusse, le Danemark, la Suède et l'Allemagne. Allemande jusqu'en 1945 (province de Poméranie de l'État libre de Prusse), elle est polonaise depuis les accords de Potsdam (1945).
La première mention de la ville date du VIIIe siècle ; ce n'est alors qu'un petit village peuplé de tribus d'origine slave, qui y pratiquent le commerce et la pêche. Ces tribus sont intégrées dans le nouveau royaume polonais créé autour de 970, mais en 1005, la population, désireuse de conserver ses croyances païennes, se révolte contre la christianisation menée par le roi Mieszko Ier. Celui-ci, soucieux de ne pas s'aliéner la région, accorde une certaine autonomie à Szczecin et à son territoire, en particulier dans les domaines religieux et économique. Cette acceptation du fait païen par la royauté polonaise provoque de l'émoi dans le Saint-Empire romain germanique qui y voit avant tout une opération à but économique.
Szczecin obtient le statut de ville en 1243 des mains de Barnim Ier le Bon. La ville, qui se peuple majoritairement d'Allemands et prend le nom de Stettin, se voit accorder en 1309 le statut de capitale du duché de Poméranie, gouverné par la dynastie slave des Griffon (en allemand : Greifen). Le château de Stettin est alors le siège des ducs de Poméranie. Entre 1243 et 1630, Stettin connaît un fort développement et devient une importante ville marchande avec l'apparition d'une classe bourgeoise. La ville rejoint la ligue de la Hanse et noue une relation privilégiée avec Francfort-sur-l'Oder.
La dynastie des Griffon perd Stettin au profit du royaume de Suède en 1631. La paix de Westphalie attribue officiellement Stettin à la Suède en 1648. L'économie de la ville, désormais coupée de ses liens avec la Hanse, se met à stagner. La Prusse, profitant de la faiblesse relative des autorités suédoises, leur déclare la guerre en 1713 et parvient à prendre la ville. Les Suédois, sans vouloir admettre leur défaite, s'en retirent sept ans plus tard.
La ville, qui était déjà peuplée d'Allemands, appartient à la Prusse de 1720 à 1945 (et donc à l'Allemagne lorsque celle-ci réalise son unité à partir du 18 janvier 1871). Elle est la ville de naissance de la princesse d'Anhalt-Zerbst, la future Grande Catherine de Russie. À la suite de la révocation de l'édit de Nantes en 1685, les autorités prussiennes accueillent à Stettin des milliers de huguenots d'origine française qui s'y établissent et contribuent à son développement. Celle-ci redevient ainsi l'une des villes les plus riches et les plus importantes de la mer Baltique. Une forte immigration venue de toute l'Allemagne permet ensuite au commerce de Stettin de compter parmi les plus dynamiques de Prusse.
En 1806, durant la campagne napoléonienne de Prusse et de Pologne, la garnison prussienne en place dans la forteresse de Stettin capitule face à un faible nombre de hussards français à la suite d'une manœuvre de déception, lors de l'épisode de la reddition de la forteresse de Stettin.
Le premier réseau de chemin de fer entre Stettin et Berlin est construit en 1843. D'autres réseaux, dont ceux reliant la ville aux mines de Silésie, suivent. La population croît rapidement et la ville est épargnée par la Première Guerre mondiale.

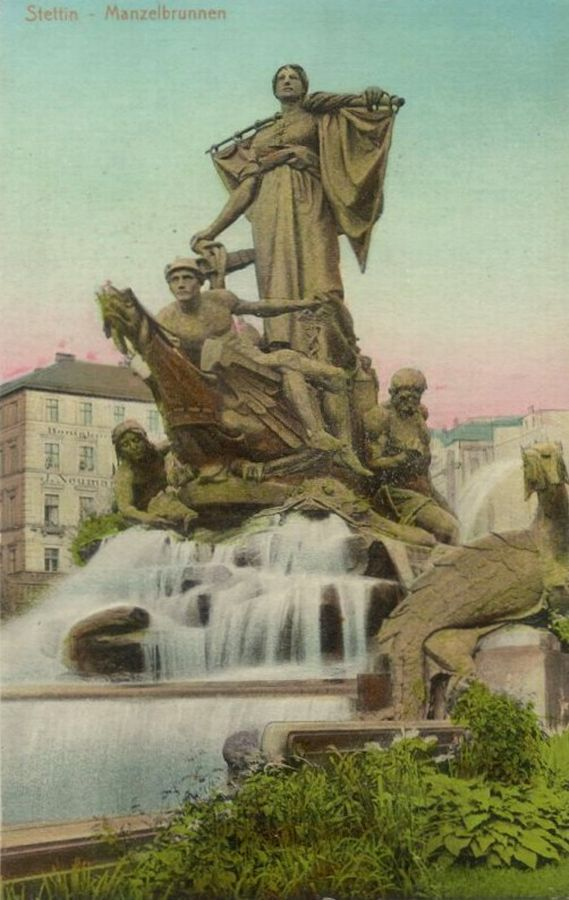
Le monument Sedina (1898–1944), œuvre de Ludwig Manzel.

Après 1918, l'économie de la ville sombre avec la création de la Deuxième République polonaise qui ôte à Stettin l'accès aux vastes territoires agricoles de la Poméranie et de la Grande-Pologne. L'importance de la ville diminue au profit de Rostock et surtout de Hambourg.
En 1938, lors de la nuit de Cristal, la synagogue de Stettin est détruite. La communauté juive de la ville est ensuite massacrée, notamment au camp d'extermination de Bełżec.
La Seconde Guerre mondiale détruit 65 % de la ville, et le 26 avril 1945 les Soviétiques entrent dans la ville. La conférence de Yalta, qui s'est tenue deux mois auparavant, laisse Stettin à l'Allemagne, car la nouvelle frontière de Pologne doit être située près de la ville de Kolberg, aujourd'hui Kołobrzeg, à 75 kilomètres au nord-est de Stettin, et les Polonais doivent recevoir Königsberg, l'actuelle Kaliningrad. Cependant, Staline change d'avis, jugeant important de disposer d'un port sur la Baltique utilisable tout au long de l'année, y compris en hiver. Lors de la conférence de Potsdam, en juillet, il fait donc attribuer Königsberg à l'URSS et transférer Stettin à la Pologne. La ville prend le nom polonais de Szczecin. Les Allemands, majoritaires depuis sept siècles, en sont expulsés et remplacés par des Polonais.

Szczecin devient alors en quelque sorte la ville frontière entre l'Allemagne de l'Est et la Pologne. Winston Churchill, dans son discours de Fulton du 5 mars 1946 y fait référence : 

« De Stettin sur la Baltique jusqu'à Trieste sur l'Adriatique, un rideau de fer est descendu à travers le continent. Derrière cette ligne se trouvent toutes les capitales des anciens États de l'Europe centrale et orientale. Varsovie, Berlin, Prague, Vienne, Budapest, Belgrade, Bucarest et Sofia, toutes ces villes célèbres et les populations qui les entourent se trouvent dans ce que je dois appeler la sphère soviétique, et toutes sont soumises, sous une forme ou sous une autre, non seulement à l'influence soviétique, mais aussi à un degré très élevé et, dans beaucoup de cas, à un degré croissant, au contrôle de Moscou. »

Après la fin de la guerre, la population allemande est totalement expulsée, provoquant des milliers de morts. Les Polonais sont encouragés à s'établir dans la région. Ils viennent en masse, surtout ceux qui ont été chassés des territoires annexés par l'Union soviétique. Szczecin conserve une petite minorité allemande jusqu'en 1960.
Devenue capitale de la Poméranie-Occidentale, Szczecin est rebâtie et les communistes prennent le contrôle du développement de la ville. Les syndicats de Szczecin se révoltent en 1970 contre les dirigeants communistes. Soutenus par leurs collègues de Gdańsk et de Silésie, ils réussissent à incendier la centrale du Parti communiste. En 1980, le syndicat Solidarność provoque une révolte similaire. La Pologne devient une démocratie de type occidental en 1989, ce qui permet à Szczecin un développement rapide et l'entrée dans l'économie de marché.
Depuis le 18 septembre 1999, la ville abrite un corps de l'OTAN, le Multinational Corps Northeast, principalement composé de soldats danois, allemands et polonais. Il s'agit d'un centre de commandement important pour l'organisation, qui a indiqué vouloir le renforcer à l'avenir.
Aujourd'hui, Szczecin est une ville moderne, orientée vers la coopération avec d'autres ports de l'Union européenne. C'est aussi un centre scientifique, industriel et culturel, ainsi qu'une plaque tournante du transport.

## Climat
| Mois                                             | jan.      | fév.       | mars       | avril     | mai       | juin      | jui.      | août      | sep.      | oct.      | nov.       | déc.       | année     |
| ------------------------------------------------ | --------- | ---------- | ---------- | --------- | --------- | --------- | --------- | --------- | --------- | --------- | ---------- | ---------- | --------- |
| Température minimale moyenne (°C)                | −1,8      | −1,3       | 0,4        | 4         | 8,1       | 11,5      | 13,8      | 13,5      | 9,9       | 6         | 2,4        | −0,5       | 5,5       |
| Température moyenne (°C)                         | 0,6       | 1,5        | 4,2        | 9,2       | 13,6      | 16,8      | 18,9      | 18,5      | 14,3      | 9,5       | 4,9        | 1,9        | 9,5       |
| Température maximale moyenne (°C)                | 3         | 4,5        | 8,4        | 14,7      | 19,1      | 22,1      | 24,3      | 24        | 19,2      | 13,5      | 7,5        | 4          | 13,7      |
| Record de froid (°C) date du record              | −30 1987  | −28,7 1956 | −23,1 1986 | −7,7 1990 | −4,4 1971 | 0,3 1977  | 4,4 1994  | 1,2 1964  | −2,6 1952 | −6,9 2012 | −11,4 1973 | −22,3 1961 | −30 1987  |
| Record de chaleur (°C) date du record            | 14,8 1991 | 17,9 1990  | 23,9 1968  | 30,6 1968 | 32 1953   | 35,6 2000 | 37,3 1994 | 37,8 1994 | 30,8 1951 | 26,7 1966 | 19,4 1968  | 14,9 1961  | 37,8 1994 |
| Ensoleillement (h)                               | 42,7      | 66,7       | 121,2      | 199,3     | 244,5     | 242,2     | 246,3     | 230,3     | 160       | 107,5     | 48,1       | 32,1       | 1 736,8   |
| Précipitations (mm)                              | 40        | 32,8       | 38,4       | 31,2      | 55,8      | 59,1      | 76,2      | 60,3      | 47,7      | 43,5      | 39         | 43         | 567,1     |
| dont neige (cm)                                  | 44,9      | 52         | 21,5       | 1,1       | 0         | 0         | 0         | 0         | 0         | 0         | 3,8        | 32,4       | 155,6     |
| Nombre de jours avec précipitations              | 9,6       | 8,1        | 8,9        | 6,9       | 8,7       | 9         | 9,5       | 8,8       | 7,8       | 8,3       | 8,5        | 9,6        | 103,8     |
| dont nombre de jours avec précipitations ≥ 10 mm | 0,4       | 0,4        | 0,6        | 0,4       | 1,6       | 1,6       | 2,1       | 1,7       | 1,4       | 1         | 0,7        | 0,7        | 12,5      |
| Humidité relative (%)                            | 87,1      | 83,3       | 78,2       | 70,8      | 71,5      | 72,9      | 74,4      | 75,9      | 81,2      | 85,5      | 89,1       | 89         | 79,9      |
| Nombre de jours avec neige                       | 7,6       | 6,9        | 2,8        | 0,4       | 0         | 0         | 0         | 0         | 0         | 0         | 1,3        | 4,7        | 23,7      |

| Diagramme climatique                                  |             |            |           |             |              |              |            |             |           |          |         |
| J                                                     | F           | M          | A         | M           | J            | J            | A          | S           | O         | N        | D       |
| 3−1,840                                               | 4,5−1,332,8 | 8,40,438,4 | 14,7431,2 | 19,18,155,8 | 22,111,559,1 | 24,313,876,2 | 2413,560,3 | 19,29,947,7 | 13,5643,5 | 7,52,439 | 4−0,543 |
| Moyennes : • Temp. maxi et mini °C • Précipitation mm |             |            |           |             |              |              |            |             |           |          |         |

## Architecture et plan urbain

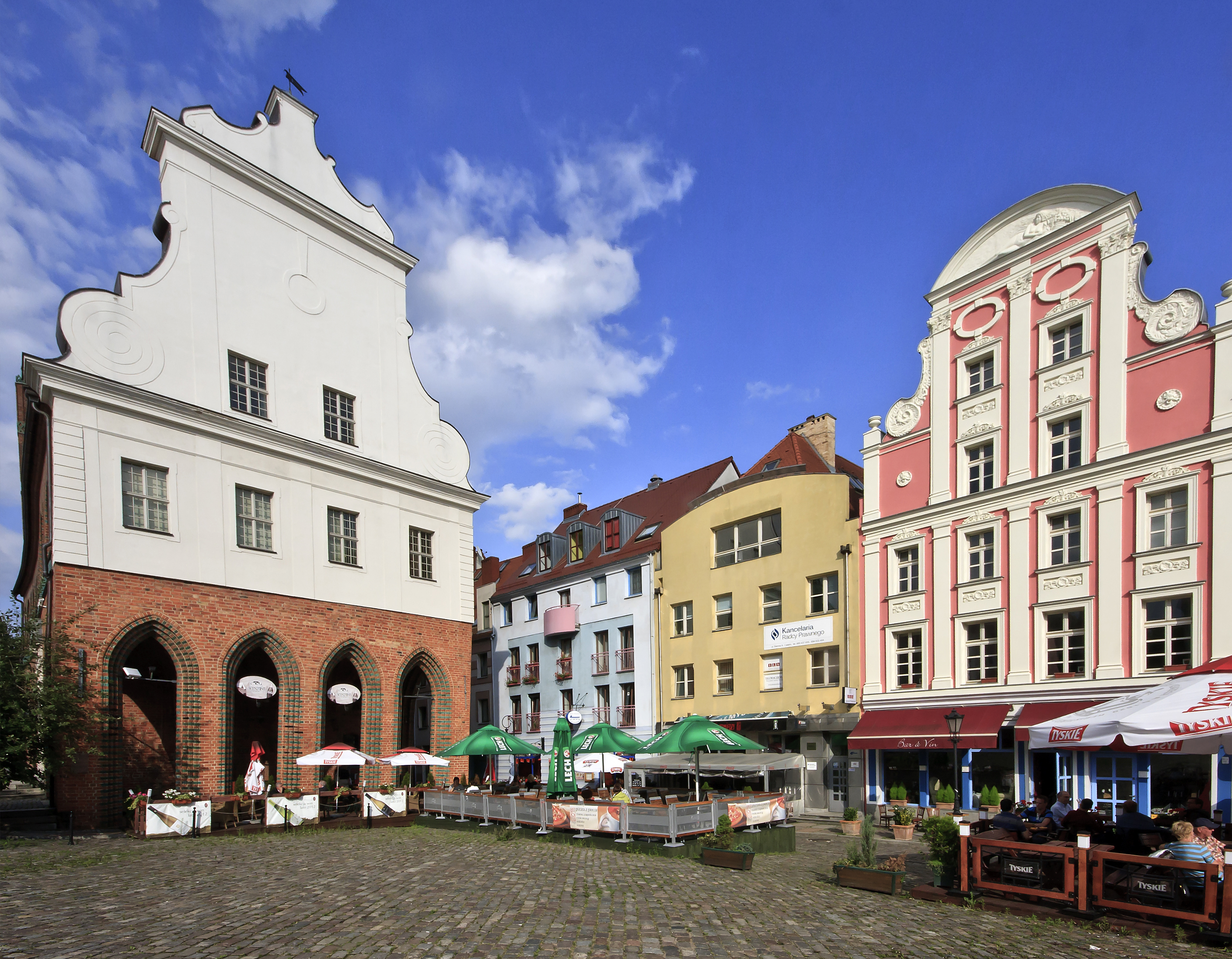
La mairie de la vieille ville.
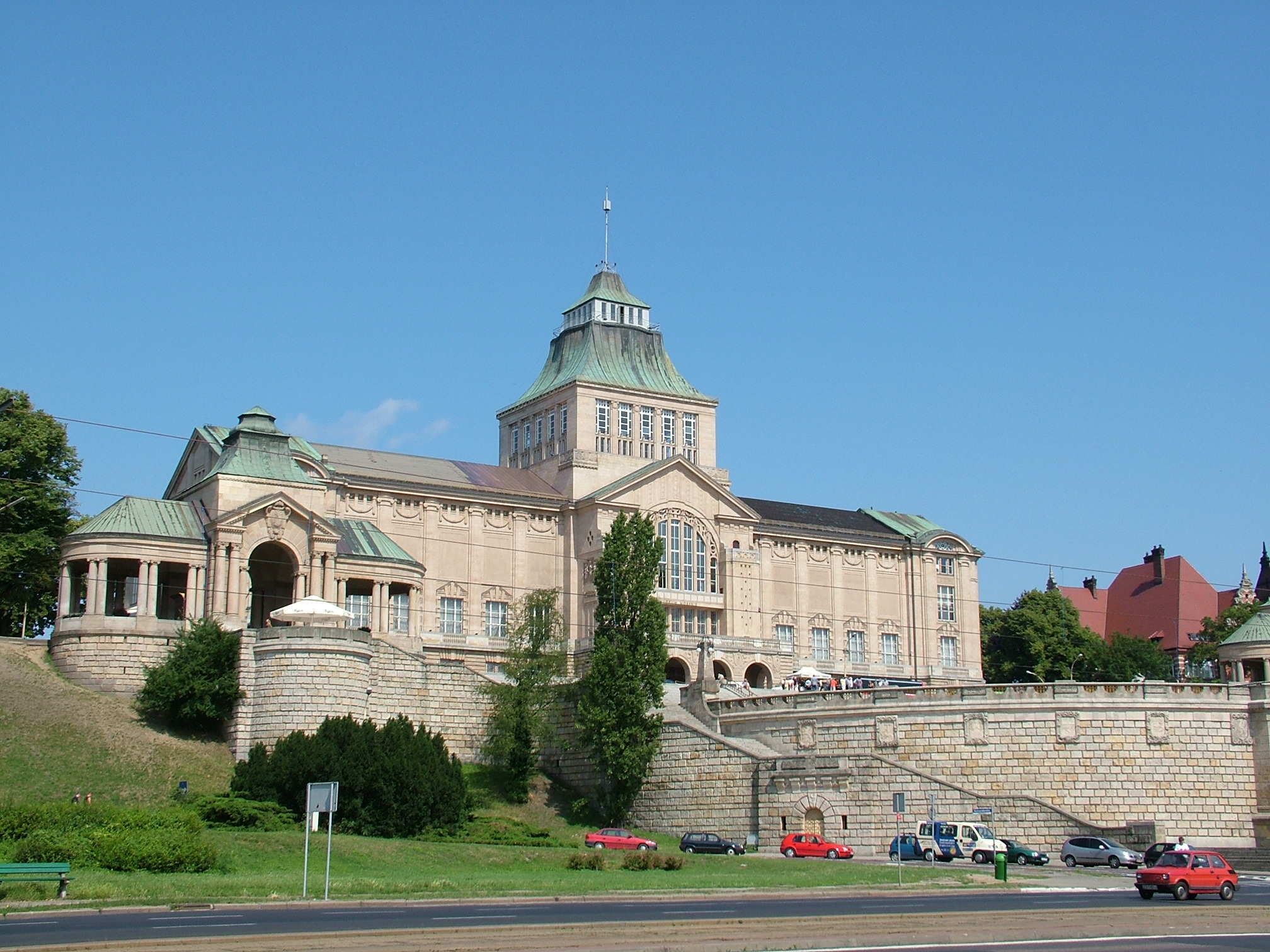
Musée national – musée maritime et théâtre contemporain.
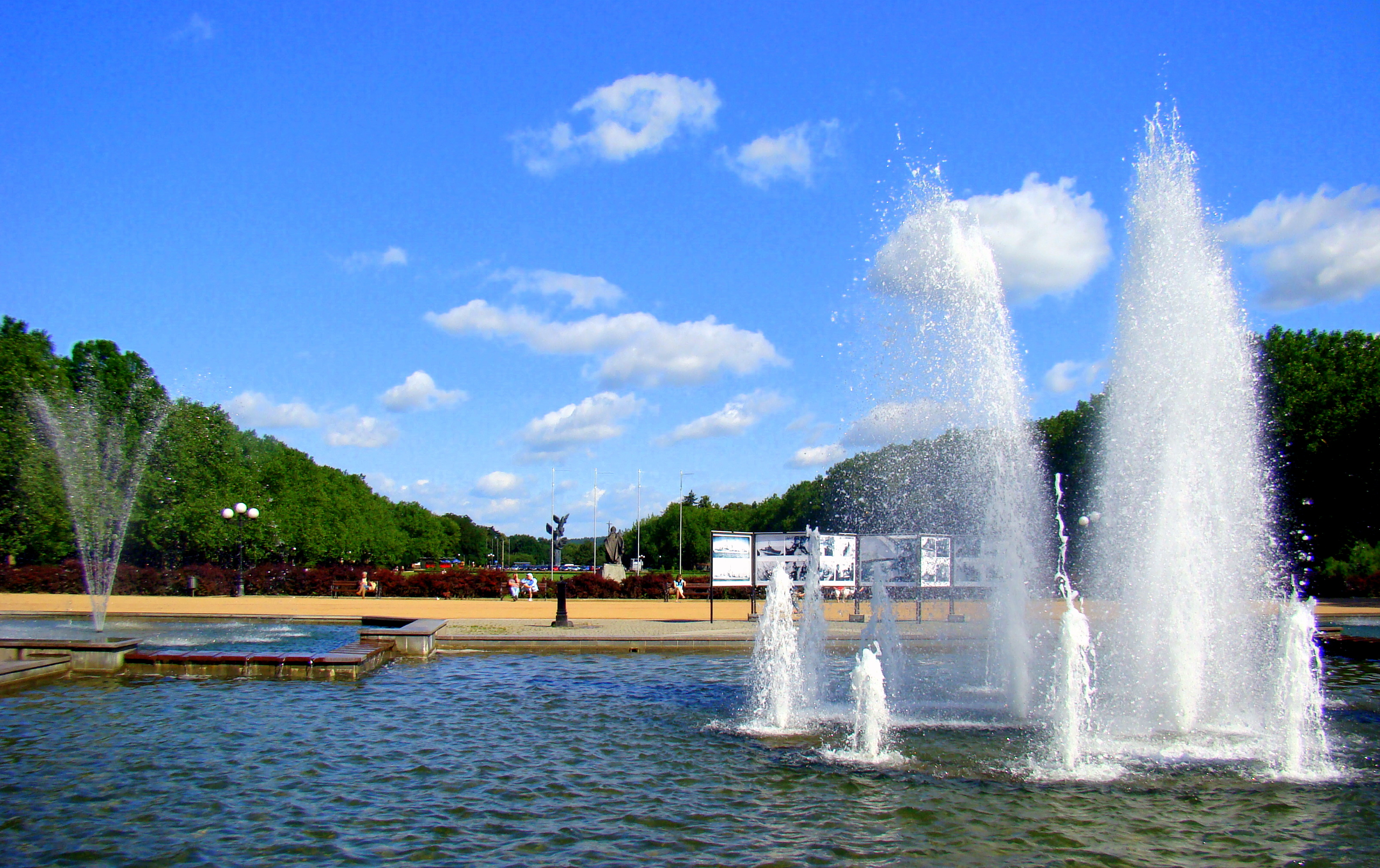
Le parc Jasne Błonia.
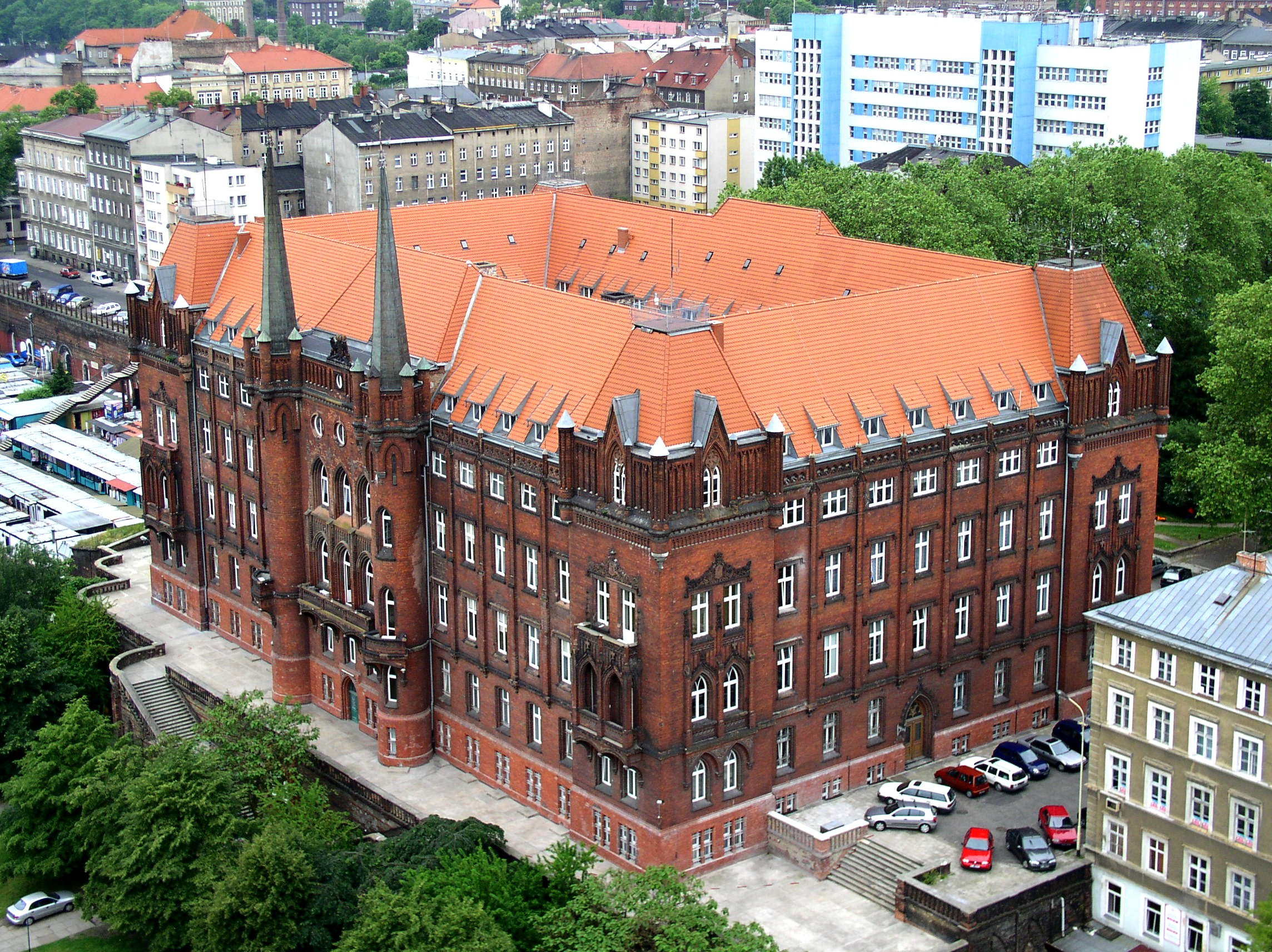
Nouvel hôtel de ville.
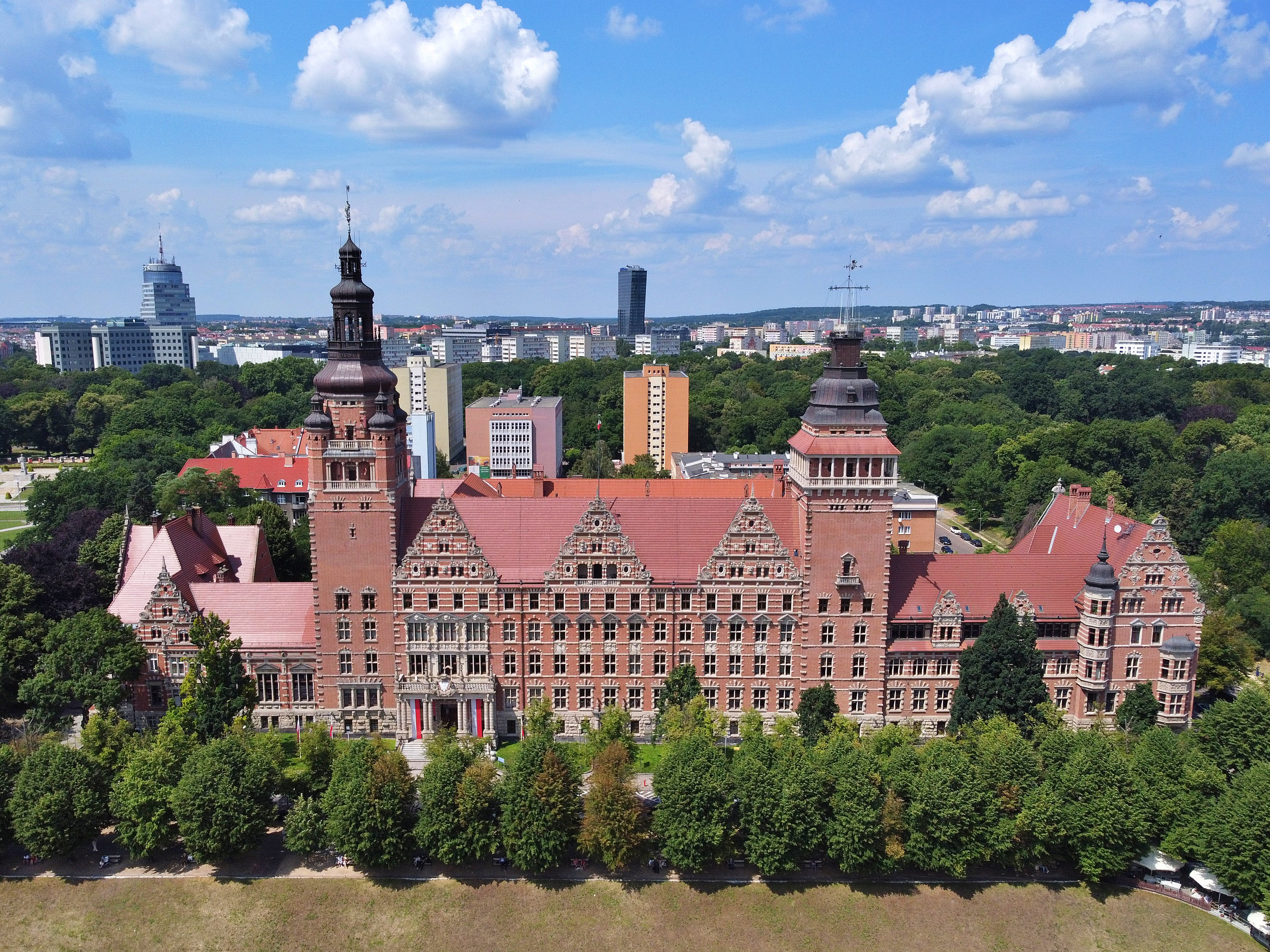
Bâtiment de la préfecture voévodale à Szczecin.

Le style de l'architecture de la ville est surtout influencé par celui de la seconde moitié du XIXe siècle et des premières années du XXe siècle, l'art académique et l'art nouveau. Les zones construites après 1945 sont marquées par le réalisme socialiste.
Quelques monuments notables :
- le château ducal qui était le siège de la maison de Poméranie, parfois aussi appelée maison Griffon ;
- la cathédrale Saint-Jacques, de style gothique. Parmi les nouveaux bâtiments de la vieille ville sont les bâtiments historiques dont la mairie XVe siècle (maintenant un musée national – musée de la ville de Szczecin), deux portes historiques XVIIIe siècle, le palais du Parlement du Royaume-Poméranie du XVIIIe siècle (maintenant un musée national) et le palais sous le globe XIXe siècle (locaux actuels de l'Académie des arts) ;

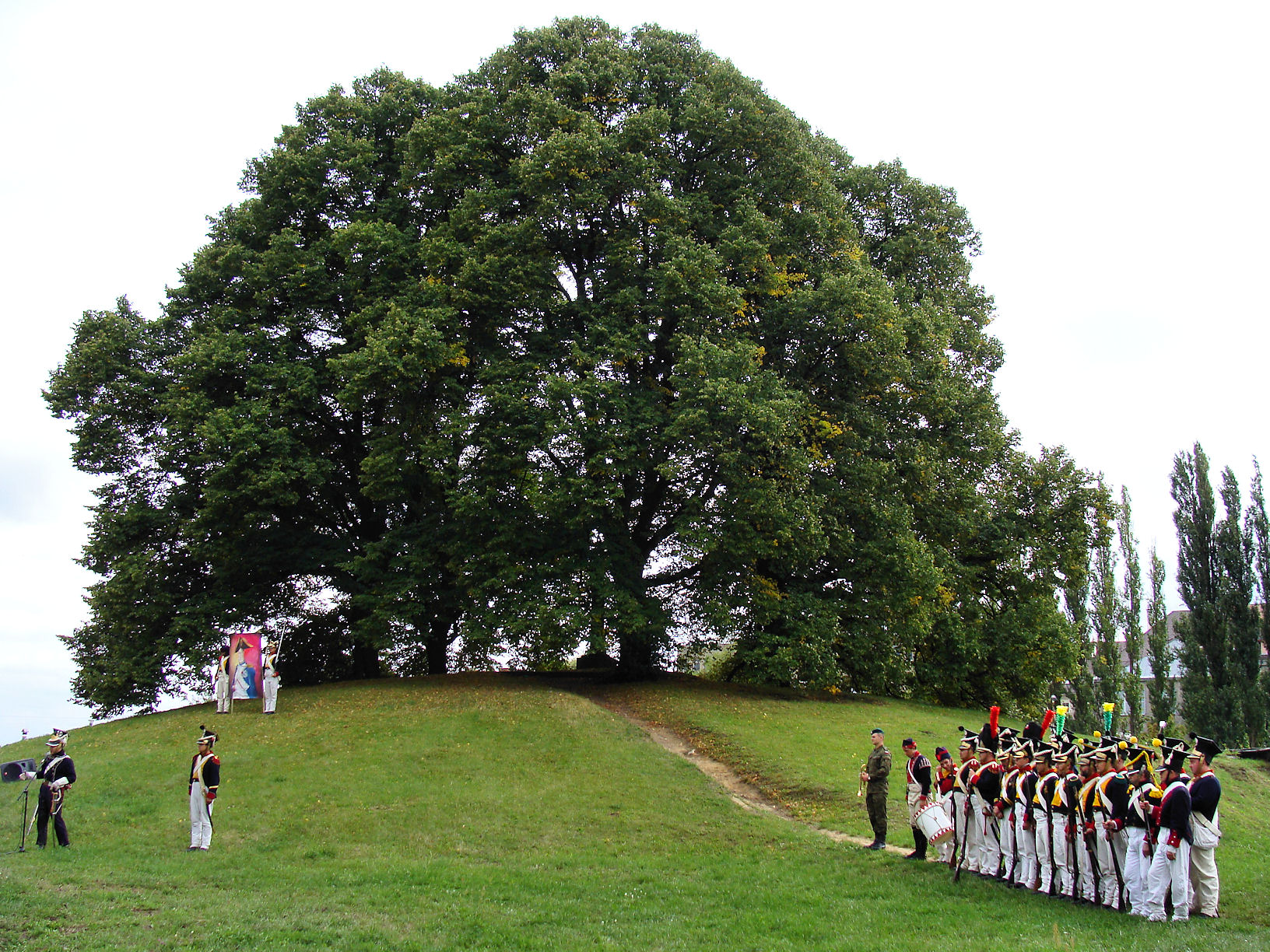
La colline de Napoléon.

- la colline de Napoléon Bonaparte, située à l'angle de deux rues Klonowica et Unii Lubelskiej, dans le quartier résidentiel Pogodno. Les soldats français ont construit une colline pour fêter l'anniversaire de Napoléon en 1808 ;
- la tour Bismarck érigée en l’honneur de Bismarck. Située à six kilomètres du centre-ville, elle remonte au début du XXe siècle ;
- La Porte du Roi et la Porte de Berlin sont deux anciennes portes de la ville, les seules vestiges de l'ancienne forteresse de Stettin démolie ;
- le cimetière central (en), fondé dans les années 1899-1900. C'est l'une des plus grandes nécropoles du monde (superficie de 172,33 ha). Il a été conçu par Wilhelm Meyer-Schwartau (de). Le cimetière inclut des monuments historiques, comme une croix de fer commémorant les personnes tuées pendant la guerre franco-prussienne de 1870 à 1871, une pierre tombale en l'honneur du maire de Szczecin Hermann Haken et de son épouse, la pierre tombale de Wilhelm Meyer-Schwartau et fils, un monument « Pour ceux qui ne sont pas revenus de la mer », un monument aux Polonais déportés en Sibérie et le rocher de commémoration des victimes du stalinisme ;
- Wały Chrobrego (pl) (jusqu'en 1945 Hakenterrasse), terrasse d'observation d'une longueur de 500 mètres sur une pente le long de l'Oder, conçue par Wilhelm Meyer-Schwartau et construite entre 1902 et 1907. Dans les trois édifices sont présents le musée national – le musée maritime et le théâtre contemporain, l'Académie maritime et le Bureau régional. Wały Chrobrego est un symbole de Szczecin.

Actuellement, la ville est située sur les deux côtés de la rivière Oder. La vieille ville et le port sont situés dans la partie centrale, sur la rivière. Le centre-ville et la vieille ville se trouvent sur la gauche, ou de l'ouest, du côté de l'Oder. La structure des rues ressemble à celle de Paris car copiée des plans du baron Haussmann avec des ronds-points. Le port et les chantiers navals sont situées au vallée de la rivière. Plusieurs parcs se trouvent dans le centre et des parcs forestiers sont situés à la périphérie de la ville. Le cimetière central se trouve à l'ouest du centre.
Au XXe siècle, les deux villes de Grabow et de Dąbie ainsi que de nombreux villages rejoignent Szczecin. Ils sont actuellement des arrondissements périphériques de la ville de Szczecin.

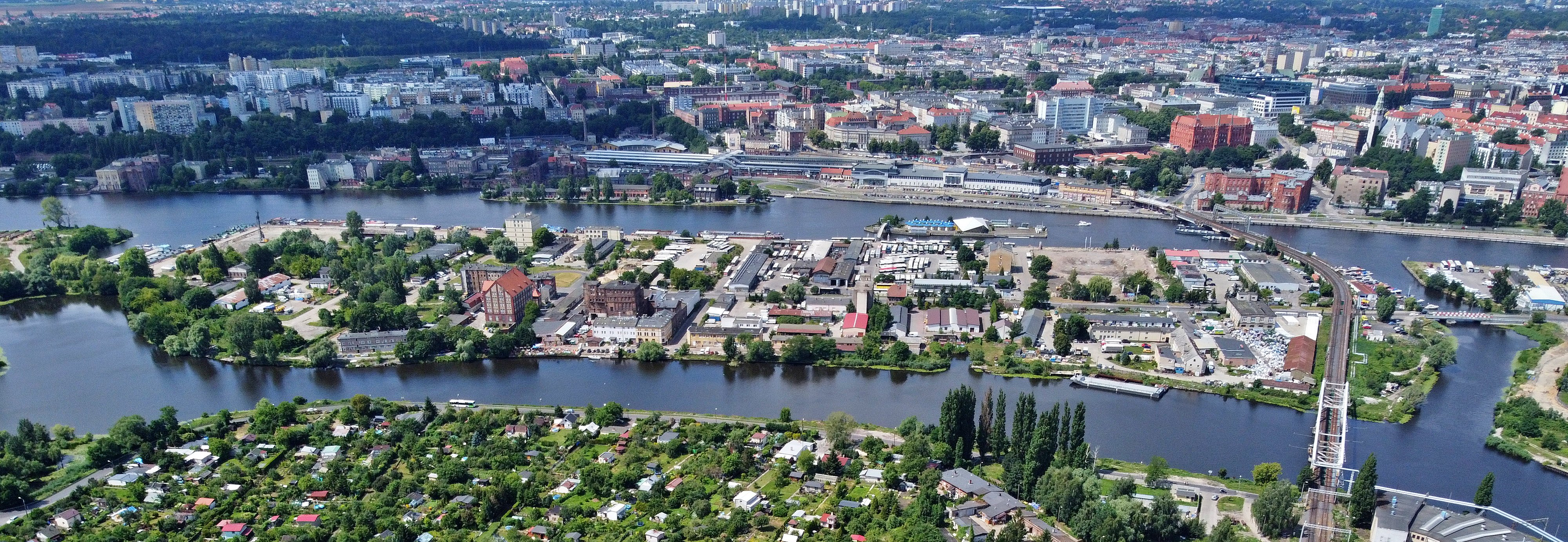
Szczecin (Pologne).

## Éducation
- Université de Szczecin
- Université de technologie de Poméranie occidentale
- Université Médicale Poméranienne de Szczecin (en)
- Académie d'Art de Szczecin (en)
- Université Maritime de Szczecin (en)
- Université WSB de Szczecin (en)
- West Pomeranian Business School (en polonais : Zachodniopomorska Szkoła Biznesu)
- Higher School of Public Administration in Szczecin (en polonais : Wyższa Szkoła Administracji Publicznej w Szczecinie)
- High Theological Seminary in Szczecin (en polonais : Arcybiskupie Wyższe Seminarium Duchowne w Szczecinie)
- Higher School of Applied Arts (en polonais : Wyższa Szkoła Sztuki Użytkowej)
- Academy of European Integration (en polonais : Wyższa Szkoła Integracji Europejskiej)
- Wyższa Szkoła Ekonomiczno-Turystyczna
- Wyższa Szkoła Humanistyczna TWP
- Wyższa Szkoła Języków Obcych
- Wyższa Szkoła Techniczno-Ekonomiczna
- Wyższa Szkoła Zawodowa - Collegium Balticum
- Wyższa Szkoła Zawodowa "OECONOMICUS" PTE
- Wyższa Szkoła Zarządzania

## Culture

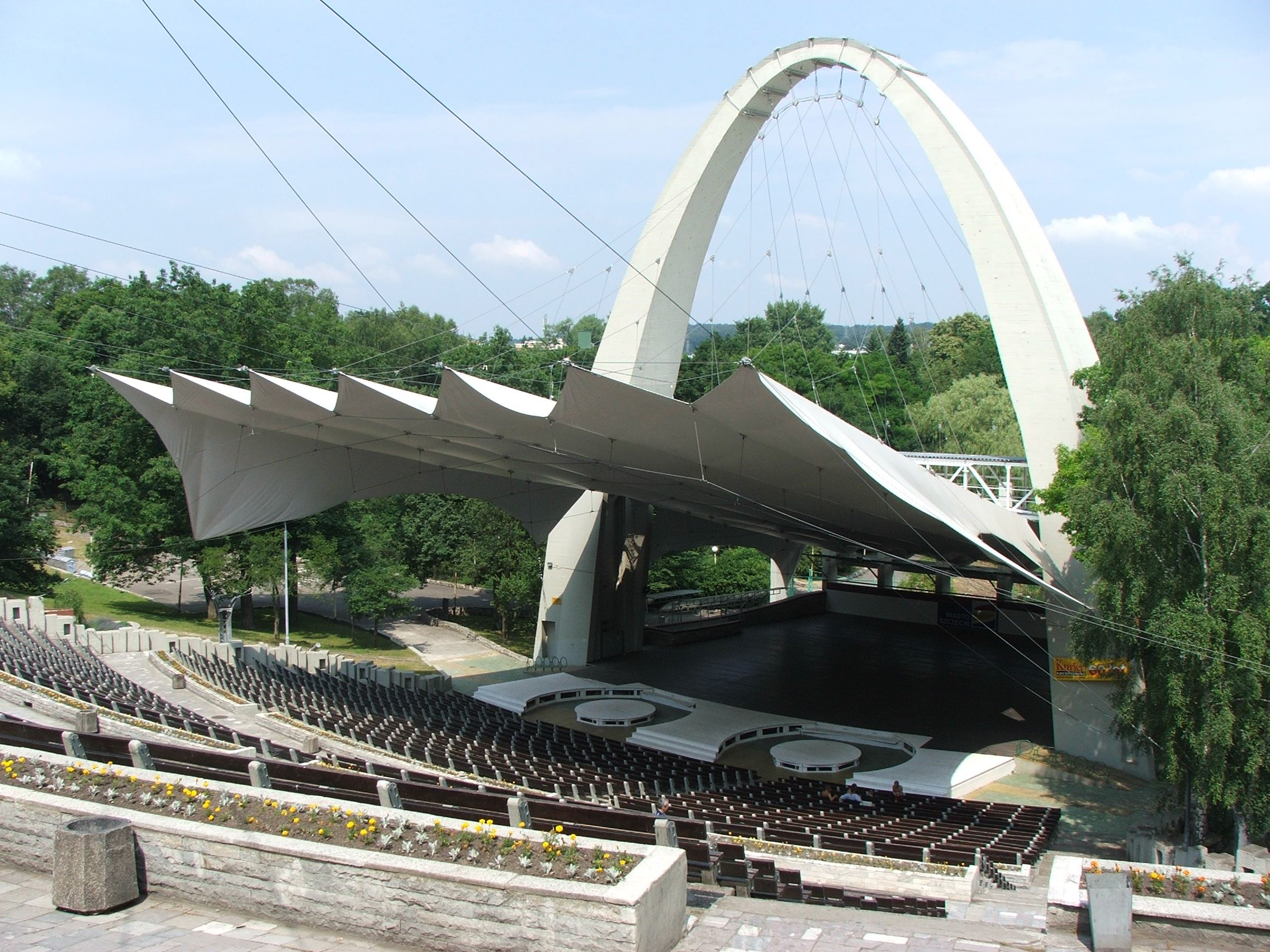
Théâtre d'été (Teatr Letni).

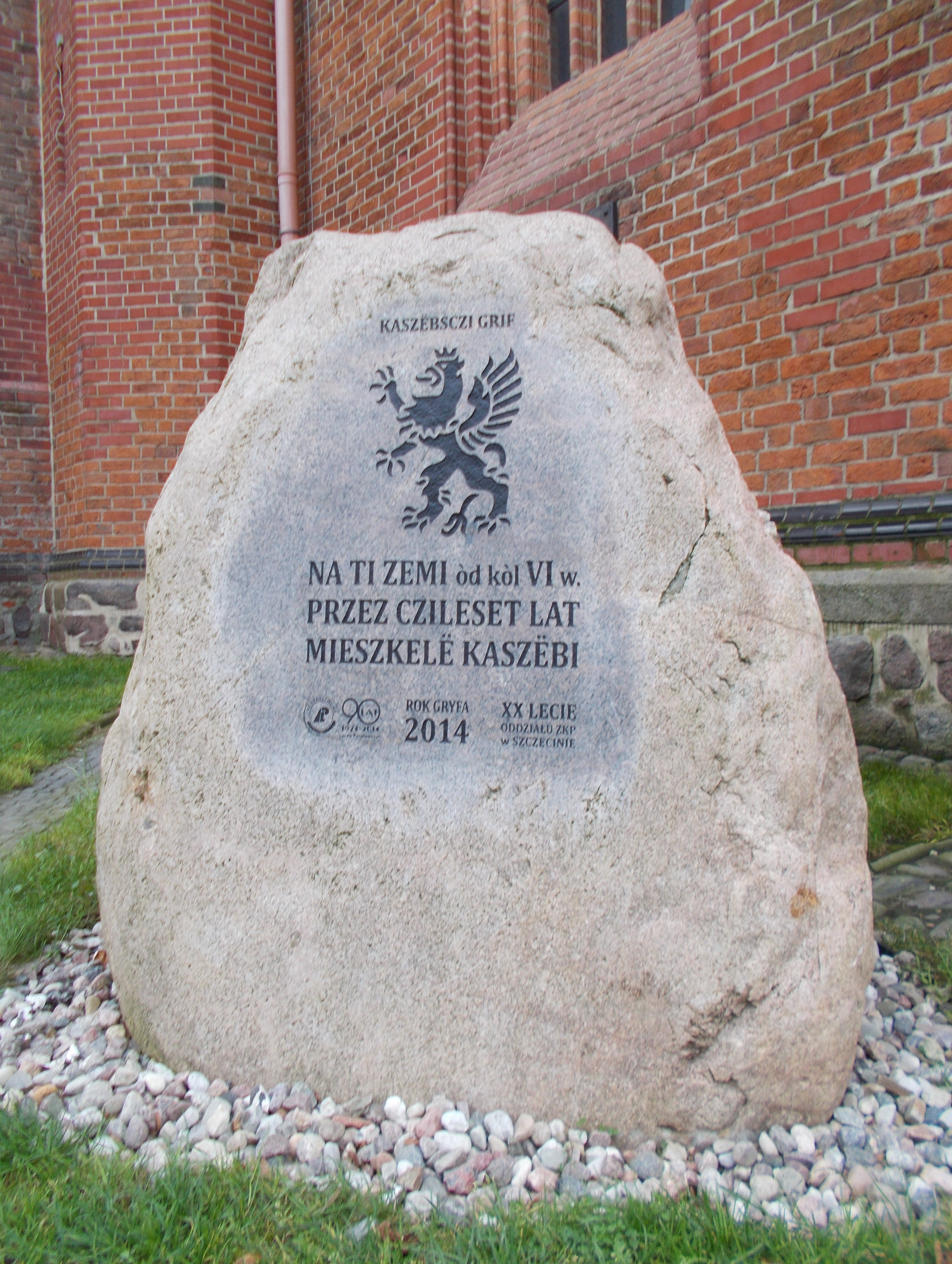

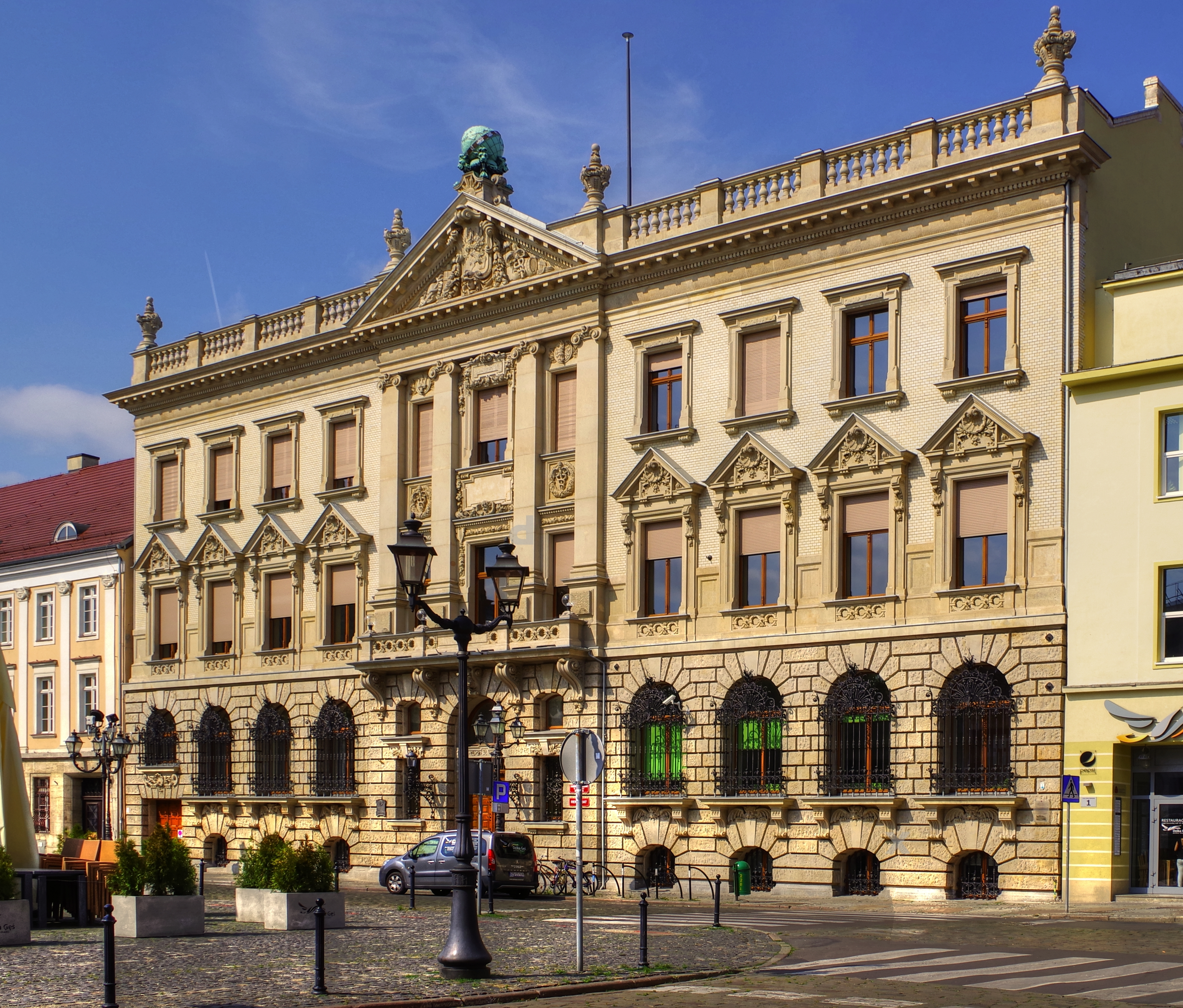
Académie des Arts dans le palais sous le Globe (Akademia Sztuki).

La ville est le foyer de plusieurs universités, bibliothèques, musées, théâtres et cinémas, par exemple l'université de Szczecin, l'Académie des arts (en), la Bibliothèque de Poméranie, la Bibliothèque publique, le musée national, le musée du château des ducs de Poméranie, le musée de la Technologie et de la Communication – Art Depot, le musée de la cathédrale Saint-Jacques, le théâtre polonais, le théâtre contemporain, le théâtre de marionnettes « Pleciuga », l'opéra au château, le théâtre d'été, la Philharmonie de Szczecin et le cinéma « Pioneer 1909 ».
Il y a de nombreux événements réguliers, entre autres le festival de théâtre « Counterpoint » (l'un des plus vieux festivals de théâtre en Pologne, chaque année au printemps, depuis 1966), le Festival international de rue artistes « Soudure de la culture » (juillet, depuis 1999) et le Concours de la chanson sur Szczecin (a lieu chaque année depuis 2008).
Szczecin a été candidate au titre de Capitale européenne de la culture en 2016 mais la ville de Wroclaw lui a été préférée.
Les plats populaires dans la culture gastronomique locale sont les pasztecik szczeciński (pâté frit fourré avec de la viande et des légumes) et les paprykarz szczeciński (pâté de poisson).

## Sport
Le Pogoń Szczecin est le club omnisports de la ville (football masculin avec le Morski Klub Sportowy Pogoń Szczecin, football féminin avec le Pogoń Women Szczecin, handball masculin et féminin avec le SPR Pogoń Baltica Szczecin, qui a notamment participé à la finale de la Challenge Cup 2014/2015). Wicher Warszewo est un club de ligue régionale de futsal (Środowiskowa Liga Futsalu). En basket-ball, le KING Wilki Morskie Szczecin SA évolue en Tauron Basket Liga, la première division nationale.
Chaque année en septembre, un tournoi masculin de tennis de l'ATP Challenger Tour s'y tient depuis 1996. En 2019, Szczecin accueille les championnats d'Europe de gymnastique artistique.

## Communications

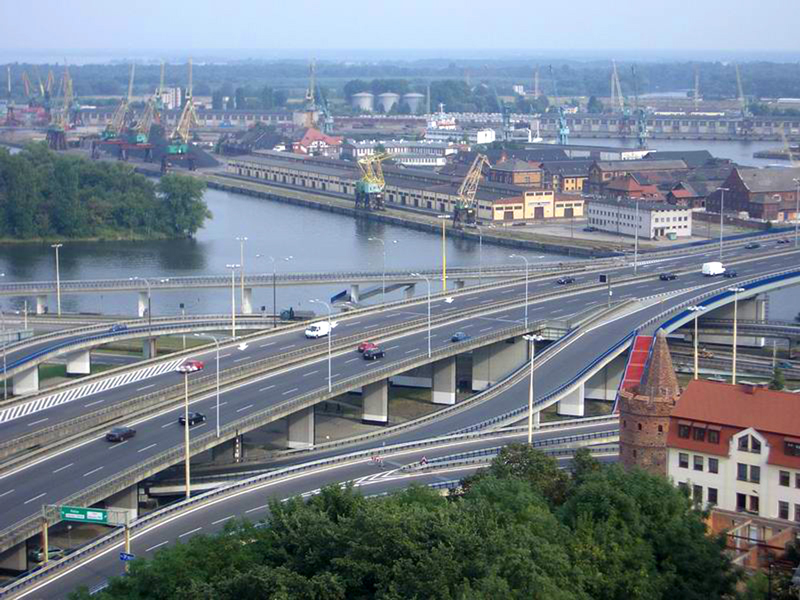
Panorama du port.

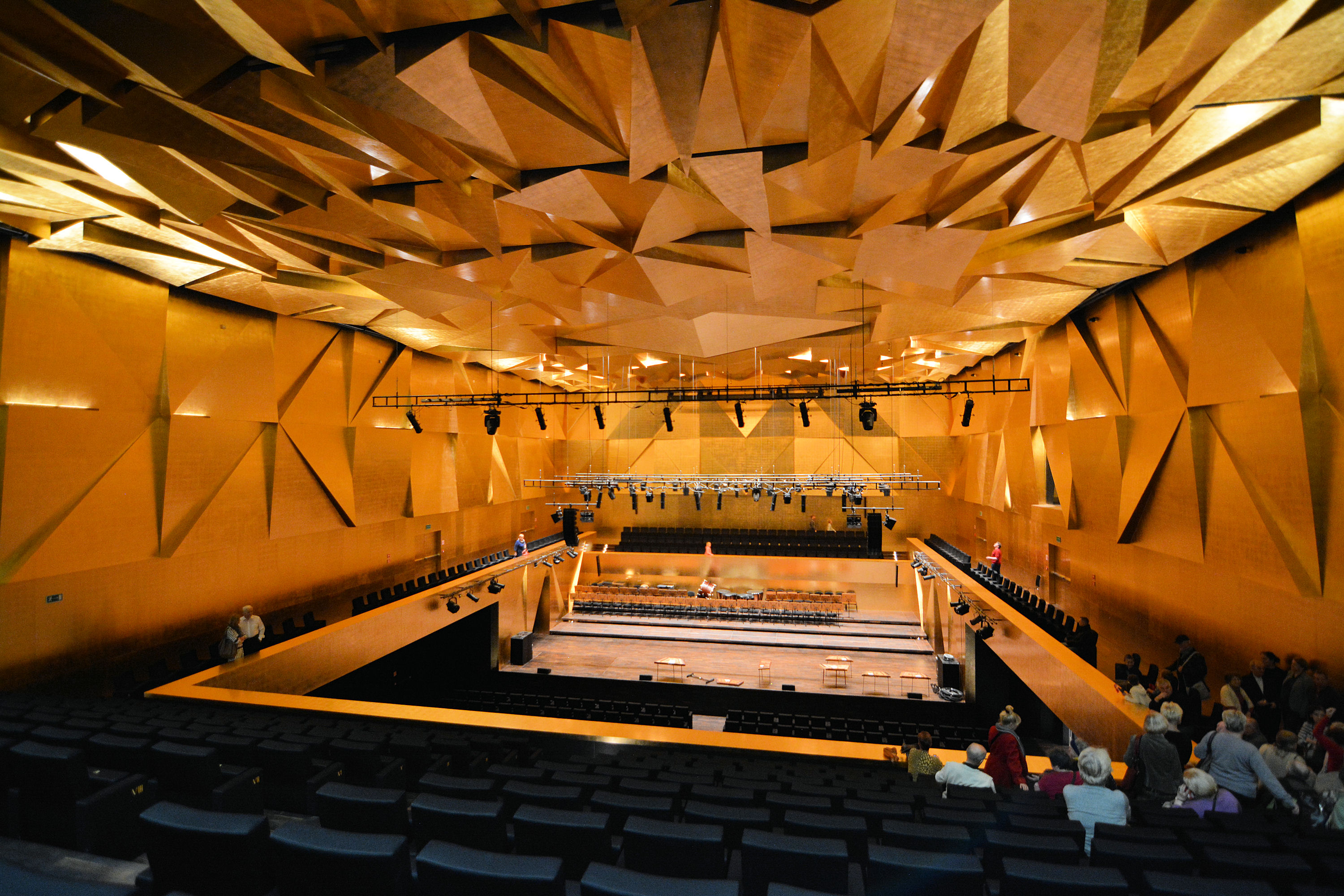
Philharmonie de Szczecin.

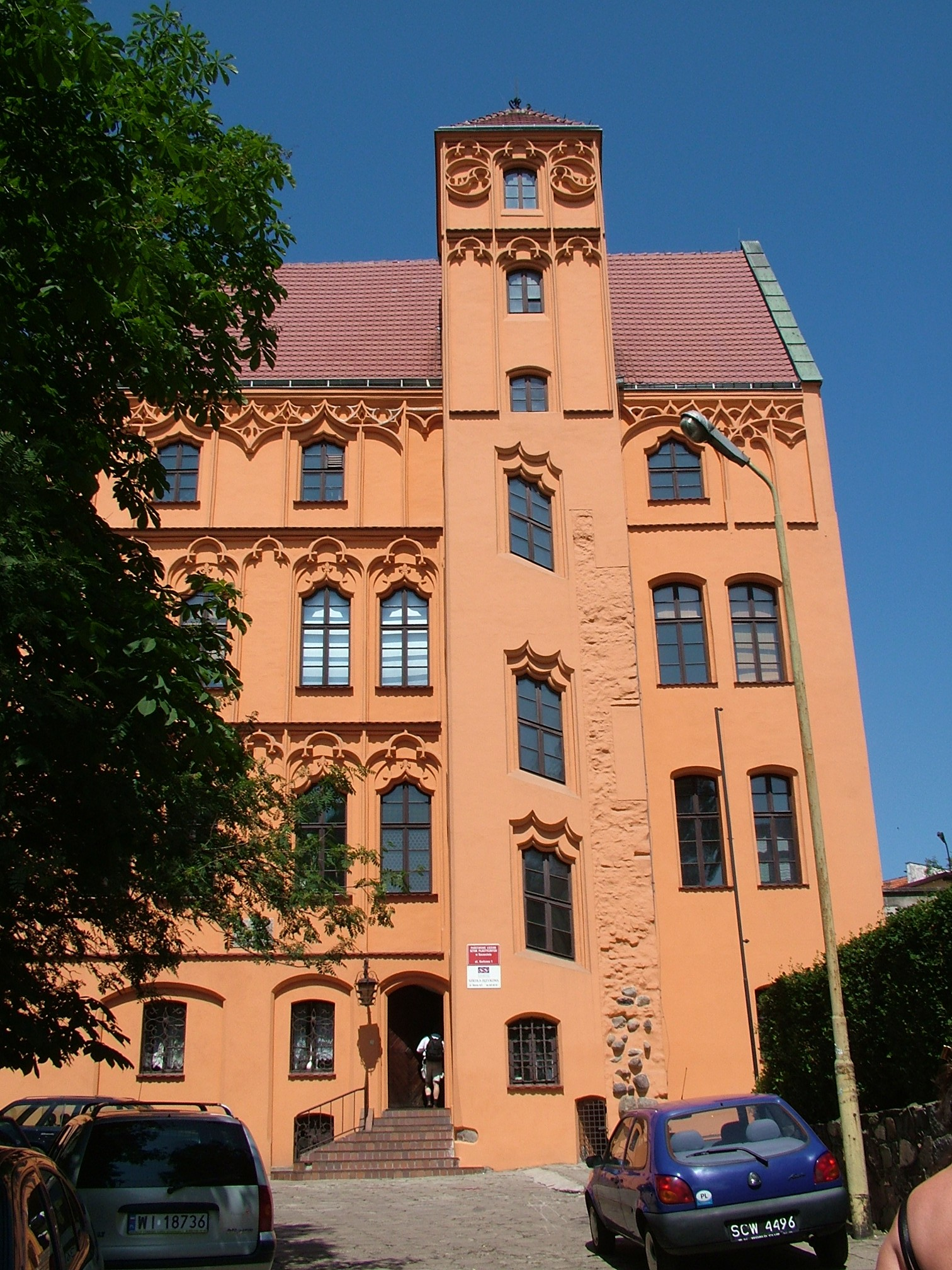
La maison Loitz, maintenant l'école d'art.

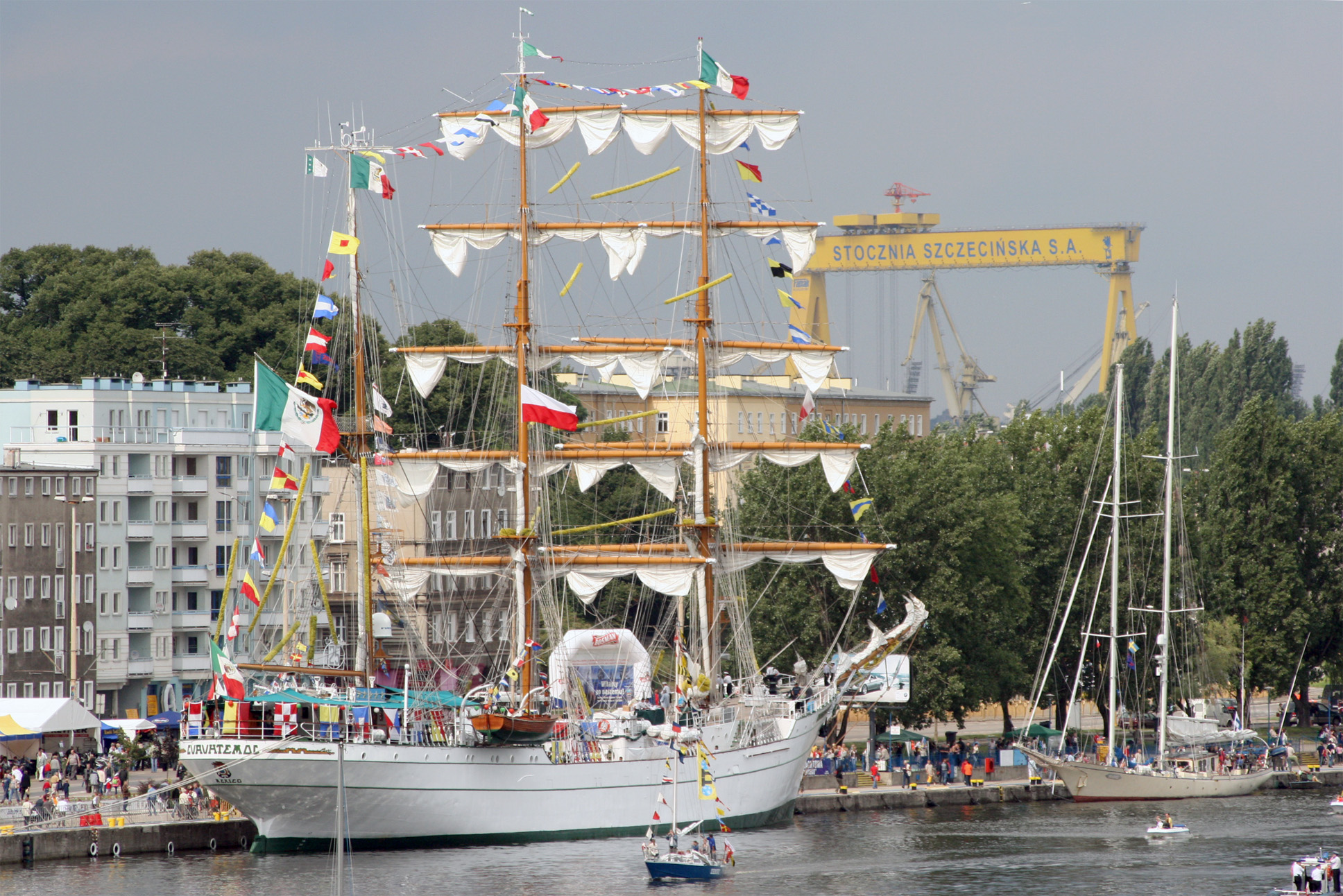
Les Tall Ships' Races, 2007.

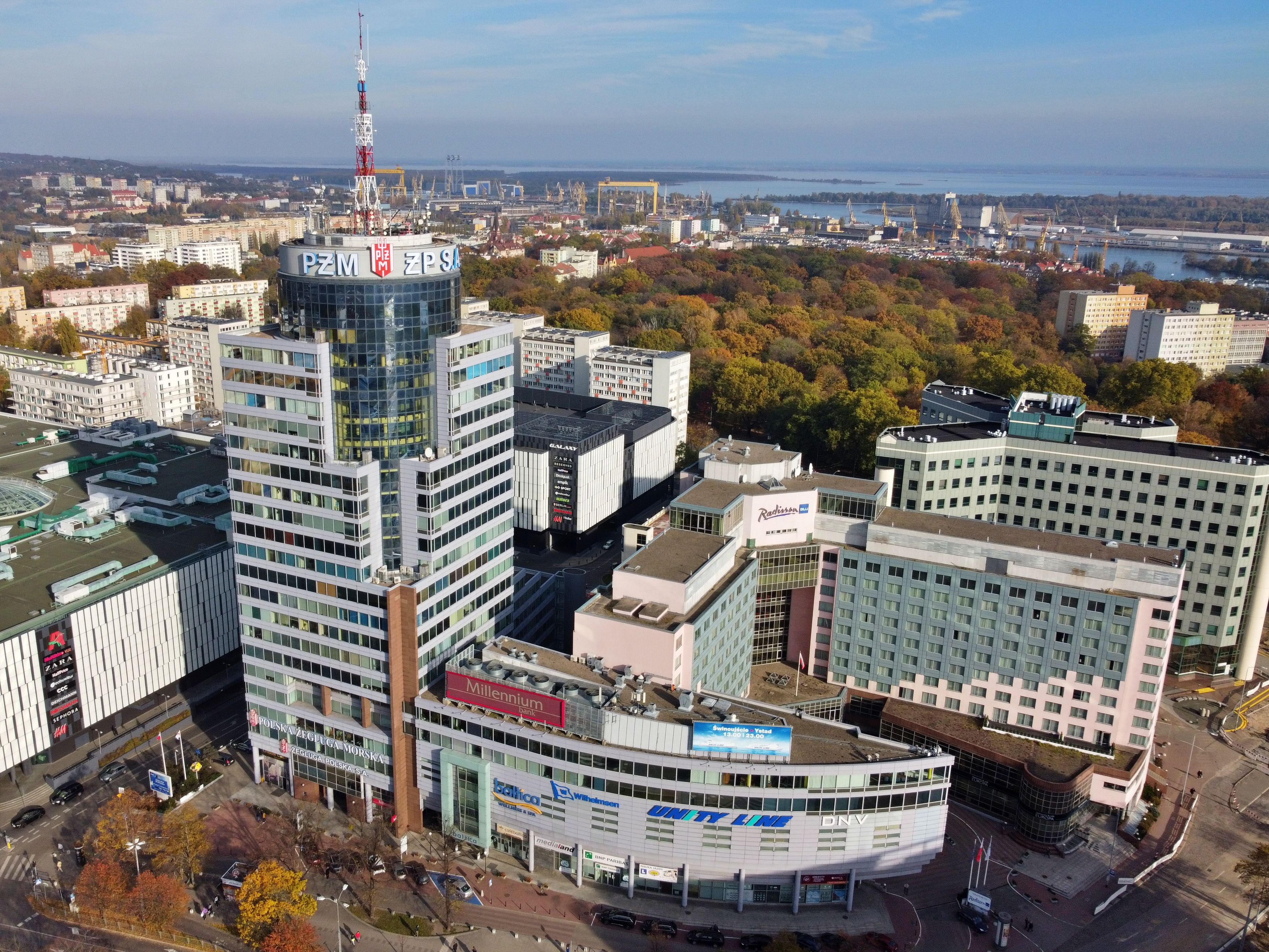
PAZIM, le gratte-ciel.

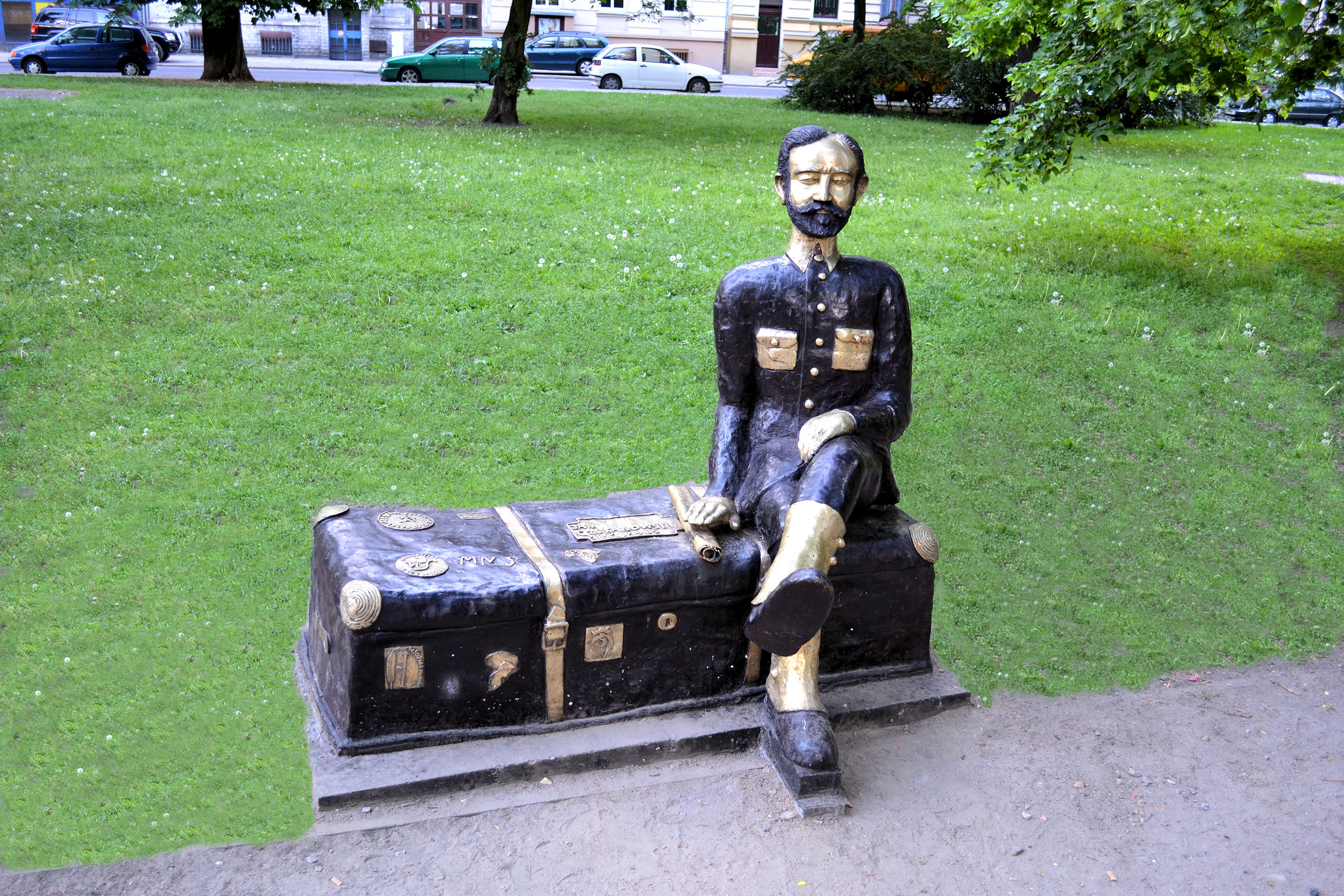
Monument en l'honneur de Jan Czekanowski, président de la Société Copernic des naturalistes polonais (1923-1924).

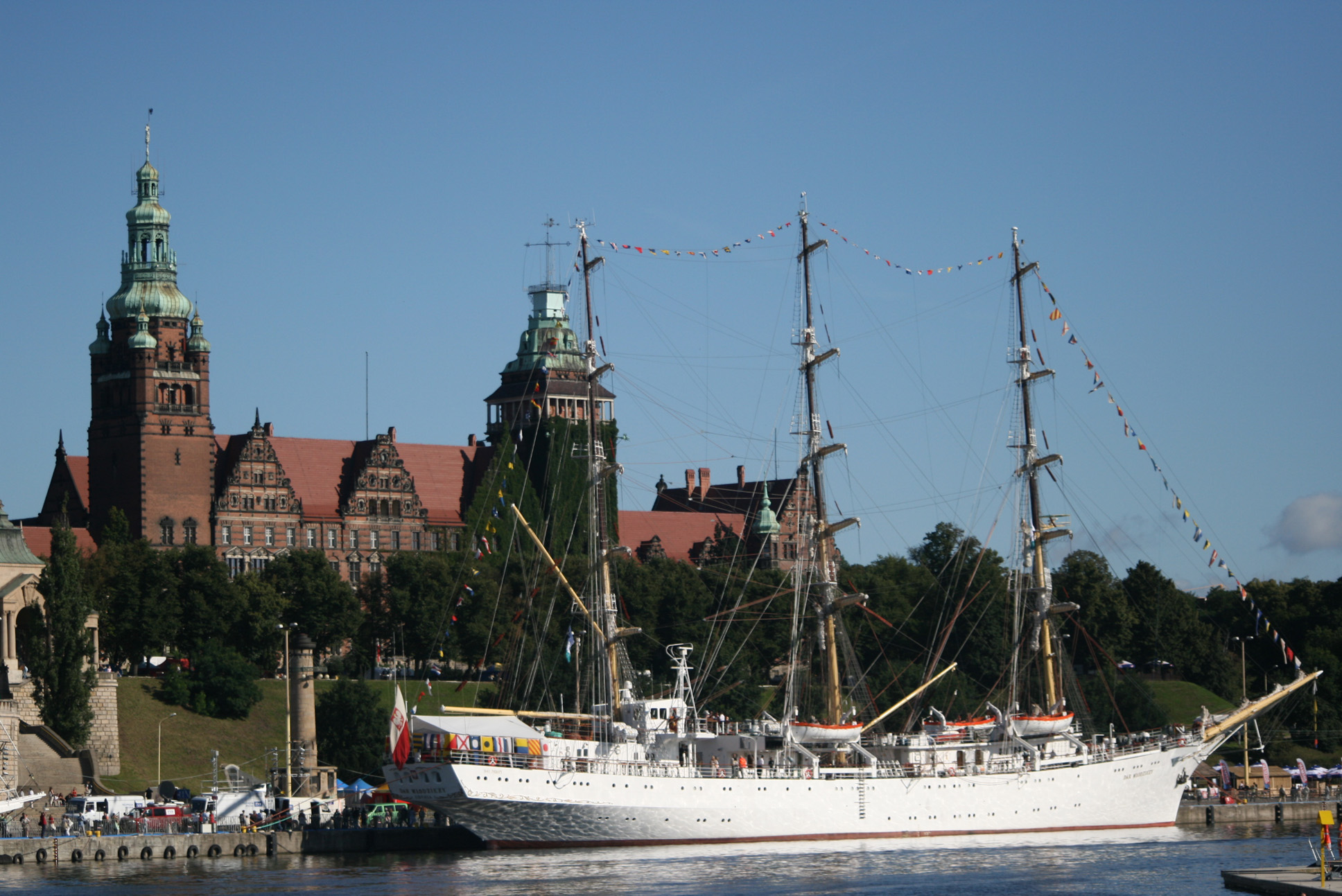
Berge de l'Oder avec Dar Młodzieży.

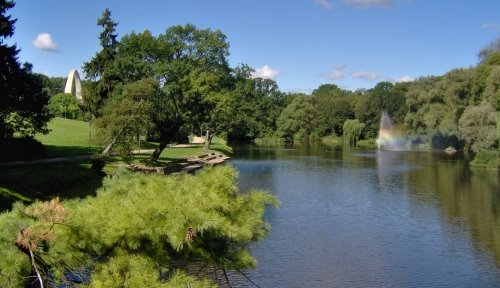
Le parc Kasprowicz avec un lac Rusałka.

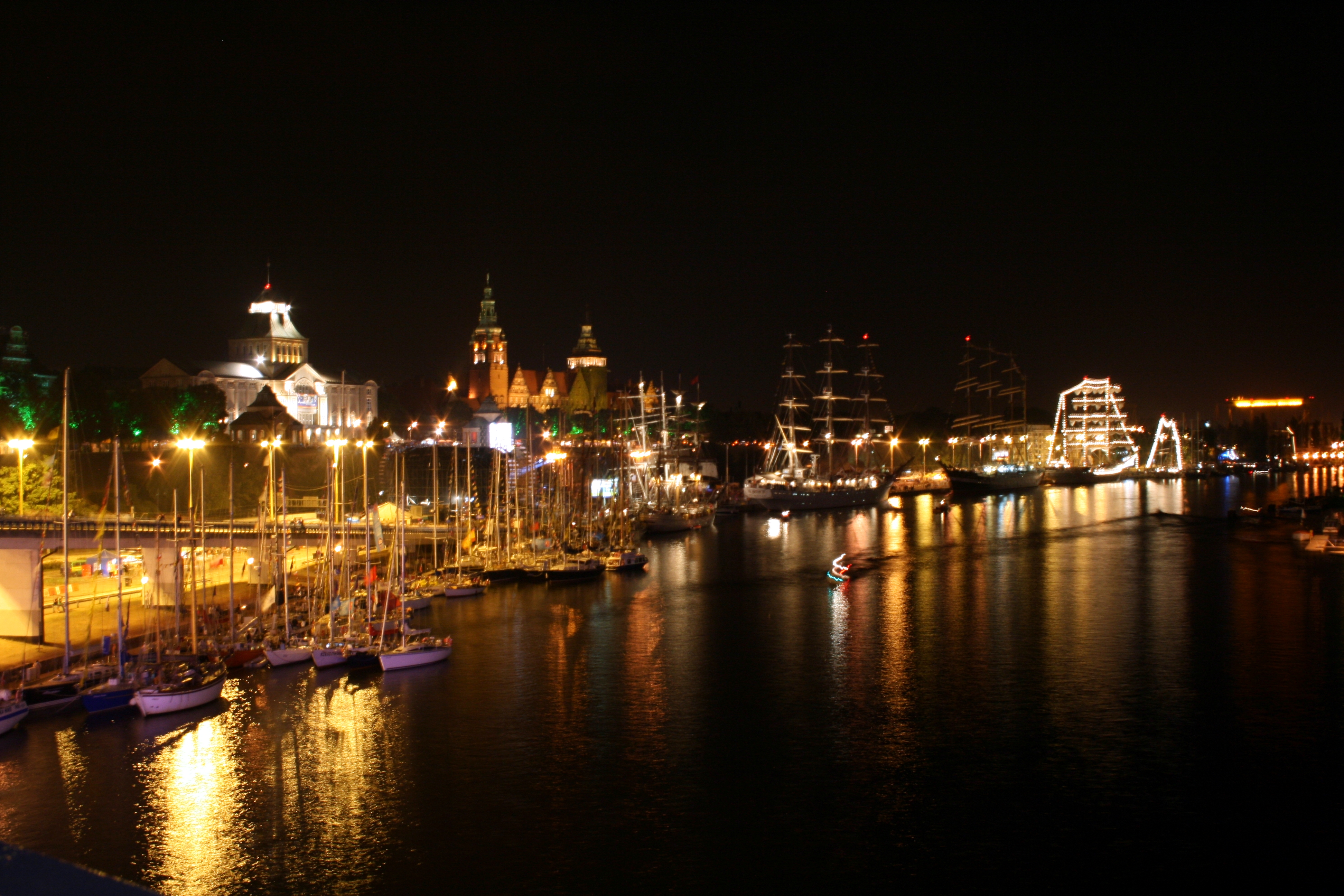
Nuit à Szczecin.

L'aéroport le plus proche est l'aéroport de Szczecin-Goleniów (SZZ) situé a environ 45 kilomètres au nord-est de la ville.
À Szczecin, sont présents à la fois un port de mer et un port fluvial. Des marinas de voile sont situées dans le centre et dans les districts de Dąbie et de Gocław.
La voie rapide S3 mène au nord de Świnoujście et en direction du sud vers Gorzów Wielkopolski et Zielona Góra. L'autoroute polonaise A6 mène à Berlin.
La gare centrale de Szczecin (Szczecin Główny) a des connexions avec de nombreuses villes, y compris : Stargard, Poznań, Varsovie, Lublin, Łódź, Wrocław, Cracovie, Świnoujście, Kołobrzeg, Gdynia, Gdańsk, Białystok, Berlin, Pasewalk, Lübeck et également l'aéroport de Szczecin à Goleniów.
Les bus et les tramways constituent le transport public urbain. Les lignes de tram atteignent toutes les extrémités de la ville. Szczecin dispose d'un réseau commun de lignes de bus avec la ville de Police.

## Marché du travail à Szczecin
La situation du marché du travail local peut se refléter, entre autres, dans le niveau de chômage ou les conditions des contrats proposés par les employeurs. L'une des questions fondamentales qui reflètent la sphère professionnelle de la ville est, entre autres, le niveau de rémunération. Quel est le salaire moyen à Szczecin et à quels revenus peuvent s'attendre ses résidents ? 
Selon les données de l'Office régional du travail de Szczecin, le salaire minimum en vigueur à partir du 1er janvier 2023 est de 3 490 PLN, tandis que le salaire moyen des habitants de la capitale de la Poméranie occidentale est de 6 733,49 PLN.
Lorsqu'on analyse le marché du travail de Szczecin et qu'on examine des questions telles que : « Je donnerai un emploi - Szczecin », il convient de se référer au rapport entre le nombre d'emplois et les personnes prêtes à travailler. Par conséquent, lorsqu’on parle de la situation actuelle du marché du travail à Szczecin, il est impossible d’ignorer la question du chômage enregistré. 
Selon les données de l'Office provincial du travail de Szczecin, le chômage en janvier 2023 était de 3,1 %. Le nombre total de chômeurs était alors de 5 818, parmi lesquels 424 personnes ont pris un emploi à cette époque. Il s'avère que par rapport à l'ensemble de la voïvodie, ce résultat n'est pas vraiment mauvais (le taux de chômage dans la voïvodie de Poméranie occidentale en janvier 2023 était de 7,1 %). 
En outre, fin janvier 2023, les registres des agences régionales pour l'emploi de la voïvodie de Poméranie occidentale comptaient au total 42 444 chômeurs. Par rapport à la même période un an plus tôt, ce nombre a diminué de 6,2 %, mais a augmenté de 5,7 % par rapport à fin décembre 2022. 
Une sorte de réponse au chômage dans la région consiste à envoyer des offres d'emploi aux agences locales pour l'emploi. Selon les données de l'Office provincial du travail de Szczecin, en janvier 2023, les employeurs ont signalé un total de 6 539 postes vacants et lieux d'activation professionnelle aux agences pour l'emploi dans toute la voïvodie de Poméranie occidentale. Ces statistiques semblent satisfaisantes : en décembre 2022, 2 160 emplois de moins ont été signalés dans les bureaux.

## Anecdotes
- Capitulation de Stettin (30 octobre 1806) : Frédéric Louis de Hohenlohe-Ingelfingen capitulant à Prenzlau le 29 octobre, Lasalle et sa « colonne infernale », les 5e et 7e régiments de hussards, se présentent devant Stettin (actuelle Szczecin). La garnison, forte de 5 000 hommes et pourvue d’une importante artillerie, capitule devant 700 cavaliers en croyant avoir devant elle toute l’armée française.

## Jumelages
La ville de Szczecin est jumelée avec :
- Bremerhaven (Allemagne)
- Berlin, quartier de Kreuzberg (Allemagne)
- Dalian (Chine)
- Esbjerg (Danemark)
- Kingston-upon-Hull (Royaume-Uni)
- Klaipėda (Lituanie) depuis 2002
- Lübeck (Allemagne)
- Malmö (Suède) depuis 1990
- Mourmansk (Russie) depuis 1993
- Rostock (Allemagne) depuis 1957
- Saint Louis (États-Unis)

## Personnages célèbres
- Sidonia von Borcke (1548-1620) , aristocrate exécutée pour sorcellerie à Settin
- Magnus Lagerström, homme d'affaires suédois qui a donné son nom au lagerstroemia, né le 16 décembre 1691 à Stettin (actuelle Szczecin).
- Catherine II la Grande, impératrice de Russie, née le 21 avril 1729 à Stettin.
- Frédéric Adelung (1768-1843), linguiste.
- Georg von Kameke, général prussien mort à Stettin.
- Carl Loewe (1796-1869), compositeur allemand qui a vécu à Stettin.
- Henri-Charles Loeillot (1798-1864), peintre et lithographe français né à Stettin.
- Ferdinand Heinrich Müller (1805-1886), historien, géographe et ethnographe, né à Stettin.
- Barnim von Zeuner (1821-1904), général né à Stettin.
- Walter von Keyserlingk (1869-1946), vice-amiral de la marine impériale allemande.
- Alfred Döblin (1878-1957), écrivain né à Stettin.
- Franz Hessel (1880-1941), né à Stettin, écrivain, traducteur et lecteur de maison d'édition allemand.
- Jan Czekanowski (1882-1965), anthropologue et ethnographe polonais, mourut à Szczecin.
- Hans Kammler (1901-1945 ?), officier nazi.
- Ellen Schwiers (1930-2019), née à Stettin, actrice allemande.
- Chava Alberstein (1947), chanteuse, auteur-compositeur de textes en hébreu et en yiddish.
- Piotr Andrejew (1947-2017), réalisateur et scénariste polonais.
- Waldemar Kita (1953) est un homme d'affaires franco-polonais.
- Tomasz Grodzki (1958), chirurgien et homme d'État, président du Sénat.
- Mateusz Piskorski (1977), journaliste et professeur de science politique.
- Grzegorz Rasiak (1979), footballeur.
- Marcin Lewandowski (1987) , Athlète Polonais spécialiste du 800 m.
- Kamil Grosicki (1988), footballeur international polonais.
- Mia Wasikowska (1989), actrice australienne d'origine polonaise ayant tenu le rôle principal du film Alice au pays des merveilles de Tim Burton.
- Margarete Rosenberg (1910-1985) conductrice de tram lesbienne déportée à Ravensbrück.
- Liste de Stettinois(es) célèbres (de).

### Ambassadeur de Szczecin
Ambassadeur de Szczecin est un titre honorifique décerné par le maire de Szczecin aux personnes (ou groupes de personnes, des institutions ou des objets en mouvement, tels que des véhicules, bateaux, voiliers), qui ont contribué à promouvoir la ville dans le pays et à l'étranger. Le titre d'Ambassadeur de Szczecin a été décerné, entre autres, à Małgorzata Rożniecka, au professeur Jan Lubiński, à Katarzyna Nosowska, Monika Pyrek, Aleksander Wolszczan, Marek Kolbowicz, Konrad Wasielewski, Marcin Matkowski et également au Dar Młodzieży et au Dar Szczecina.